# Chị đẹp đạp gió rẽ sóng (mùa 2)
Mùa thứ hai của chương trình Chị đẹp đạp gió rẽ sóng với tên gọi Chị đẹp đạp gió 2024 được phát sóng trên kênh truyền hình VTV3 từ ngày 26 tháng 10 năm 2024 đến ngày 25 tháng 1 năm 2025.
Sau chương trình, mười chị đẹp đã được gia nhập để tạo nên nhóm nhạc "Hoa đạp gió" bao gồm: Minh Tuyết, Minh Hằng, Tóc Tiên, Bùi Lan Hương, Dương Hoàng Yến, Xuân Nghi, Thiều Bảo Trâm, Kiều Anh, Mie và MisThy.

## Lịch sử sản xuất
Ngô Thị Vân Hạnh – CEO của Yeah1 phát biểu về sự đổi mới của chương trình trong buổi họp báo.
Cuối tháng 2 năm 2024, sau khi mùa đầu tiên của Chị đẹp đạp gió rẽ sóng kết thúc chưa đầy một tháng, nhà sản xuất đã công bố khởi động mùa thứ hai của chương trình, dự kiến phát sóng vào cuối năm 2024 ngay sau mùa đầu tiên của chương trình Anh trai vượt ngàn chông gai. Điều này đã dẫn đến những thắc mắc của khán giả về hoạt động của nhóm nhạc thành đoàn "Đạp gió" trong mùa đầu tiên, nhà sản xuất cho biết nhóm tạm thời chưa có kế hoạch cụ thể do các nghệ sĩ cần thời gian để nghỉ ngơi cũng như giải quyết các công việc cá nhân. Mặc dù vậy, việc ra mắt nhóm nhạc Lunas trong năm 2024 càng làm khán giả và giới chuyên môn tin rằng nhóm nhạc "Đạp gió" đã chính thức giải thể ngay từ khi ra mắt.
Đến ngày 31 tháng 7 năm 2024, những thông tin tiếp theo về mùa thứ hai của Chị đẹp đạp gió rẽ sóng đã được công bố rộng rãi. Theo đó, mùa này của chương trình mang tên Chị đẹp đạp gió 2024, cùng với bộ nhận diện mới lấy cảm hứng từ gốm sứ Bát Tràng. Vẫn quy tụ 30 nhân vật nữ nổi tiếng trên nhiều lĩnh vực khác nhau, song nhà sản xuất tiết lộ rằng mùa thứ hai này sẽ chứng kiến sự trở lại của hai "chị đẹp" từng tranh tài ở mùa trước. Ngày 26 tháng 8, nhà sản xuất thông báo rằng Thu Phương và Mỹ Linh, những người từng đi đến nhóm nhạc thành đoàn chung cuộc của mùa thứ nhất, quay trở lại để tham dự mùa thi mới. Những cái tên còn lại trong dàn thí sinh của mùa lần lượt được chương trình tiết lộ trong tháng 8 và tháng 9 năm 2024.
Chiều ngày 16 tháng 10 năm 2024, buổi họp báo ra mắt mùa thứ hai của chương trình được tổ chức tại thành phố Hồ Chí Minh. Theo chia sẻ của nhà sản xuất, mùa này được phát triển dựa trên định dạng mùa thứ ba của chương trình gốc tại Trung Quốc, trong đó luật chơi được thay đổi với ba giai đoạn chính là liên minh đối kháng, trợ lực chiến đấu và đường đua thử thách về đích. Các nhóm không còn được phân chia theo hình thức 3–5–7 như mùa trước, thay vào đó họ được phân chia theo các sân khấu thử thách, với bốn sân khấu gồm vocal (hát cùng ban nhạc), performance (trình diễn), show (sáng tạo với các đạo cụ đặc biệt) và dance (vũ đạo). Vai trò của ban cố vấn trong chương trình được loại bỏ, chỉ có 350 khán giả trường quay (cả nam và nữ) tham gia bình chọn cho các chị đẹp tại các đêm công diễn.
Ngày 11 tháng 10 năm 2024, hình hiệu mùa thứ hai của chương trình được công bố, lấy cảm hứng từ chủ đề Hoa trong mắt bão, cùng với trailer chính thức ra mắt vào ngày 16 tháng 10. Hai ca khúc chủ đề của mùa đã được tiết lộ, bao gồm ca khúc đầu tiên – có tên là "Ngôi sao giữa thiên hà" – ra mắt vào ngày 24 tháng 10 năm 2024, và ca khúc thứ hai – có tên là "Khi màn đêm rực sáng" – ra mắt vào ngày 25 tháng 1 năm 2025, ngày phát sóng tập cuối cùng của chương trình.

## Ban nhân sự và dẫn chương trình
Ngày 20 tháng 8 năm 2024, ban tổ chức chương trình giới thiệu các nhân vật chủ chốt trong đội ngũ thực hiện mùa thứ hai của chương trình. Blonde Nguyễn – người từng làm tổng đạo diễn sân khấu ở mùa đầu tiên của chương trình – tiếp tục giữ vị trí này, trong khi Hứa Kim Tuyền thay thế vị trí của DTAP để trở thành giám đốc âm nhạc mới của chương trình, cùng với những nhân sự khác gồm đạo diễn hình ảnh sân khấu Trần Quốc Vương, giám đốc nghệ thuật Hứa Mẫn, giám đốc thời trang Travis Nguyễn, chuyên gia trang điểm Quân Nguyễn và Pu Lê, và đạo diễn ánh sáng Long Kenji. Anh Tuấn quay trở lại chương trình với vai trò người dẫn dắt trong mùa thứ hai, cùng với người dẫn mới Jun Phạm – người được khán giả đặt nhiều kỳ vọng về việc dẫn dắt chương trình tốt để thay thế cho sự xuất hiện và dẫn dắt mờ nhạt của Quốc Trường và Lâm Bảo Châu trong mùa 1.

## Danh sách "chị đẹp"
30 nữ nghệ sĩ từ 30 tuổi trở lên (được gọi là các chị đẹp) tham gia chương trình đều phải trải qua quá trình luyện tập thanh nhạc và vũ đạo để tham gia vào các đêm công diễn. Không giống như mùa đầu tiên được ấn định bảy thành viên thành đoàn, số suất ra mắt trong nhóm nhạc "Đạp gió" mùa này (còn gọi là "Hoa đạp gió") không được công bố trước, điều này hoàn toàn phụ thuộc vào kết quả các đêm công diễn và chung kết của chương trình dựa trên bình chọn của khán giả trường quay.
Danh sách dưới đây gồm tất cả các nghệ sĩ nữ tham gia trong mùa thứ hai của chương trình, theo thứ tự bị loại ở từng đêm công diễn và đêm chung kết. Mùa này cũng là lần đầu tiên mà chương trình có sự xuất hiện của một số nghệ sĩ ở gần độ tuổi 30 – cụ thể có sáu nghệ sĩ nằm trong độ tuổi này khi tham gia chương trình.
- HOA ĐẠP GIÓ  Chị đẹp thành đoàn tạo nên nhóm nhạc "Hoa đạp gió".
- TOP 17  Chị đẹp không thành đoàn trong đêm chung kết.
- LOẠI (CDn)  Chị đẹp bị loại khỏi chương trình và thứ tự đêm công diễn bị loại.
- MÙA 1  Chị đẹp mùa 1.

| Minh Tuyết      | Ca sĩ                              | 1976 | 31 | HOA ĐẠP GIÓ | HOA ĐẠP GIÓ | HOA ĐẠP GIÓ |
| Minh Hằng       | Ca sĩ/Diễn viên                    | 1987 | 21 | HOA ĐẠP GIÓ | HOA ĐẠP GIÓ | HOA ĐẠP GIÓ |
| Tóc Tiên        | Ca sĩ                              | 1989 | 21 | HOA ĐẠP GIÓ | HOA ĐẠP GIÓ | HOA ĐẠP GIÓ |
| Bùi Lan Hương   | Ca sĩ/Nhạc sĩ                      | 1989 | 7  | HOA ĐẠP GIÓ | HOA ĐẠP GIÓ | HOA ĐẠP GIÓ |
| Dương Hoàng Yến | Ca sĩ/Giảng viên thanh nhạc        | 1991 | 16 | HOA ĐẠP GIÓ | HOA ĐẠP GIÓ | HOA ĐẠP GIÓ |
| Xuân Nghi       | Ca sĩ/Nhạc sĩ                      | 1994 | 26 | HOA ĐẠP GIÓ | HOA ĐẠP GIÓ | HOA ĐẠP GIÓ |
| Thiều Bảo Trâm  | Ca sĩ                              | 1994 | 11 | HOA ĐẠP GIÓ | HOA ĐẠP GIÓ | HOA ĐẠP GIÓ |
| Kiều Anh        | Ca sĩ                              | 1994 | 9  | HOA ĐẠP GIÓ | HOA ĐẠP GIÓ | HOA ĐẠP GIÓ |
| Mie             | DJ                                 | 1995 | 11 | HOA ĐẠP GIÓ | HOA ĐẠP GIÓ | HOA ĐẠP GIÓ |
| MisThy          | YouTuber/Streamer                  | 1995 | 8  | HOA ĐẠP GIÓ | HOA ĐẠP GIÓ | HOA ĐẠP GIÓ |
| Phương Thanh    | Ca sĩ/Diễn viên                    | 1973 | 34 | TOP 17      |             |             |
| Phạm Quỳnh Anh  | Ca sĩ/Diễn viên                    | 1984 | 26 | TOP 17      |             |             |
| Thảo Trang      | Ca sĩ                              | 1987 | 17 | TOP 17      |             |             |
| Ngọc Thanh Tâm  | Diễn viên                          | 1993 | 10 | TOP 17      |             |             |
| Tuimi           | Ca sĩ/Nhạc sĩ/Nhà sản xuất âm nhạc | 1994 | 9  | TOP 17      |             |             |
| Ngọc Phước      | Diễn viên                          | 1995 | 8  | TOP 17      |             |             |
| Hoàng Yến Chibi | Ca sĩ/Diễn viên                    | 1995 | 14 | TOP 17      |             |             |
| Gil Lê          | Ca sĩ/MC                           | 1991 | 13 | LOẠI (CD5)  |             |             |
| Vũ Ngọc Anh     | Ca sĩ/Diễn viên                    | 1990 | 17 | LOẠI (CD4)  |             |             |
| Châu Tuyết Vân  | Vận động viên taekwondo            | 1990 | 18 | LOẠI (CD4)  |             |             |
| Maitinhvi       | Vũ công                            | 1991 | 21 | LOẠI (CD4)  |             |             |
| Hậu Hoàng       | YouTuber/Vũ công                   | 1995 | 7  | LOẠI (CD4)  |             |             |
| Ngọc Ánh        | Ca sĩ                              | 1964 | 49 | LOẠI (CD3)  |             |             |
| Thúy Hiền       | Vận động viên wushu                | 1979 | 33 | LOẠI (CD3)  |             |             |
| Ái Phương       | Ca sĩ/Diễn viên/Nhạc sĩ            | 1989 | 16 | LOẠI (CD3)  |             |             |
| Đồng Ánh Quỳnh  | Diễn viên/Người mẫu                | 1995 | 7  | LOẠI (CD3)  |             |             |
| Thu Ngọc        | Ca sĩ                              | 1983 | 27 | LOẠI (CD2)  |             |             |
| Hạnh Sino       | Ca sĩ/Diễn viên                    | 1990 | 12 | LOẠI (CD2)  |             |             |
| Thu Phương      | Ca sĩ                              | 1972 | 38 | MÙA 1       |             |             |
| Mỹ Linh         | Ca sĩ/Giảng viên thanh nhạc        | 1975 | 31 | MÙA 1       |             |             |

## Khách mời
Dưới đây là danh sách nhân vật khách mời tham gia mùa thứ hai của chương trình.
| Khách mời          | Nghề nghiệp                                           | Vai trò                                                                                                 | Tập    |
| ------------------ | ----------------------------------------------------- | --- | ------ |
| Phương Vy          | Ca sĩ                                                 | Chị đẹp khách mời trợ giúp phần vocal                                                                   | 10, 11 |
| Giang Hồng Ngọc    | Ca sĩ                                                 | Chị đẹp khách mời trợ giúp phần vocal                                                                   | 10, 11 |
| Lynk Lee           | Ca sĩ/Nhạc sĩ                                         | Chị đẹp khách mời trợ giúp phần dance                                                                   | 10, 11 |
| Trang Pháp         | Ca sĩ/Nhạc sĩ/Nhà sản xuất âm nhạc                    | Chị đẹp khách mời trợ giúp phần dance                                                                   | 10, 11 |
| Diệp Lâm Anh       | Vũ công/Ca sĩ                                         | Chị đẹp khách mời trợ giúp phần dance                                                                   | 10, 11 |
| Huyền Baby         | Ca sĩ                                                 | Chị đẹp khách mời trợ giúp phần dance                                                                   | 10, 11 |
| Hoàng Oanh         | Người mẫu/MC                                          | Dẫn chương trình                                                                                        | 10, 11 |
| Neko Lê            | Rapper/Đạo diễn                                       | Diễn viên khách mời Đóng vai bác sĩ viện dưỡng lão trong clip ngắn trên màn hình của tiết mục "Đợi bàn" | 10     |
| Trần Hồng Hà       | Nhà báo Phó ban Văn nghệ của Đài Truyền hình Việt Nam | Cố vấn chuyên môn                                                                                       | 12     |
| Trần Thành Trung   | Nhà sản xuất chương trình Đạo diễn sân khấu           | Cố vấn chuyên môn                                                                                       | 12     |
| Hậu Hoàng          | YouTuber/Vũ công                                      | Khách mời hỗ trợ vũ đạo trong tiết mục "Ngày không anh"                                                 | 12     |
| Cẩm Ly             | Ca sĩ                                                 | Khách mời hỗ trợ dẫn chuyện trong tiết mục "Gone Gone Gone"                                             | 12     |
| Nhóm Châu Minh Tâm | Nhóm trình diễn đờn ca tài tử                         | Khách mời hỗ trợ trình diễn trong tiết mục "Em không thể"                                               | 12     |
| Vũ Ngọc Anh        | Ca sĩ/Diễn viên                                       | Khách mời hỗ trợ vũ đạo trong tiết mục "Đậm đà"                                                         | 13     |
| Đồng Ánh Quỳnh     | Diễn viên/Người mẫu                                   | Khách mời hỗ trợ vũ đạo trong tiết mục "Đậm đà"                                                         | 13     |
| H'Hen Niê          | Người mẫu                                             | Khách mời hỗ trợ catwalk trong tiết mục "Đi giữa trời rực rỡ"                                           | 13     |
| Đông Nhi           | Ca sĩ                                                 | Khách mời biểu diễn đêm chung kết                                                                       | 15     |
| Sx7                | Nhóm nhạc                                             | Khách mời biểu diễn đêm chung kết                                                                       | 15     |

## Nội dung chương trình

### Sân khấu ra mắt: Unique Power – Độc bản
Tại sân khấu đầu tiên, mỗi chị đẹp phải chuẩn bị một tiết mục trình diễn cá nhân trong vòng 90–120 giây. 9 chị đẹp ứng cử làm đội trưởng của nhóm (gọi là các đội trưởng dự bị) tham gia biểu diễn trước, sau đó là các chị đẹp còn lại. Chị đẹp có quyền lựa chọn trở thành đội trưởng hoặc thành viên tự do.
- Đối với đội trưởng dự bị: 9 chị đẹp đội trưởng tự đề cử thay phiên nhau biểu diễn. Sau mỗi màn trình diễn, các chị đẹp thành viên và hai chị đẹp mùa 1 đứng lên để bình chọn, mỗi người chỉ được bình chọn một lần. Ba chị đẹp đội trưởng dự bị có số lượt bình chọn cao nhất trở thành ba trưởng nhóm cho vòng công diễn 1.

- Đối với chị đẹp thành viên: 19 chị đẹp trong nhóm chị đẹp thành viên thay phiên nhau biểu diễn. Sau khi kết thúc tất cả các phần trình diễn, các thành viên trong nhóm chị đẹp thành viên và hai chị đẹp mùa 1 có thể bình chọn cho ba chị đẹp muốn hợp tác nhất để trở thành trưởng nhóm (trừ ba chị đẹp đã trở thành trưởng nhóm từ nhóm đội trưởng dự bị và không được tự bầu chọn cho chính mình). Ba chị đẹp thành viên có số lượt bình chọn cao nhất trở thành ba trưởng nhóm tiếp theo.

| TT                           | Chị đẹp                      | Bài hát biểu diễn (Tác giả) | Số lượt bình chọn đợt 1      | Số lượt bình chọn đợt 2      | Kết quả                                |
| Tập 1 (26 tháng 10 năm 2024) | Tập 1 (26 tháng 10 năm 2024) | Tập 1 (26 tháng 10 năm 2024) | Tập 1 (26 tháng 10 năm 2024) | Tập 1 (26 tháng 10 năm 2024) | Tập 1 (26 tháng 10 năm 2024)           |
| ---------------------------- | ---------------------------- | --- | ---------------------------- | ---------------------------- | -------------------------------------- |
| 1                            | Ngọc Phước                   | "Shh! Chỉ ta biết thôi" (Nguyễn Phúc Thiện) | 6 / 21                       | —                            | Trưởng nhóm từ nhóm đội trưởng dự bị   |
| 2                            | Đồng Ánh Quỳnh               | "Thôi miên" (Hứa Kim Tuyền) | 1 / 21                       | 7 / 26                       |                                        |
| 3                            | Phạm Quỳnh Anh               | Medley thất tình: "Càng xa càng nhớ", "Yêu làm chi", "Mỗi thứ em thêm vào tình yêu", "Người dưng ngược lối", "Tình yêu cao thượng 2", "Tất cả sẽ thay em" & "Hạnh phúc mới" (Quang Huy, Sỹ Luân, Phạm Hòa Khánh, Phạm Quỳnh Anh, Iris Cao, Đằng Phương, Thái Thịnh, Hamlet Trương) | 2 / 21                       | 12 / 26                      | Trưởng nhóm từ nhóm chị đẹp thành viên |
| 4                            | Kiều Anh                     | "Trách trăng tàn" (Hồ Hoài Anh, Khánh Ly) | 3 / 21                       | —                            | Trưởng nhóm từ nhóm đội trưởng dự bị   |
| 5                            | Mie                          | "Mặt trời của em" (Kai Đinh, JustaTee) | 1 / 21                       | 1 / 26                       |                                        |
| 6                            | Hoàng Yến Chibi              | "Duyệt" (Khắc Hưng, Hoàng Yến Chibi) | 1 / 21                       | 3 / 26                       |                                        |
| 7                            | Thu Ngọc                     | "Áo dài ơi" (Sỹ Luân, Hứa Kim Tuyền) | 2 / 21                       | 1 / 26                       |                                        |
| 8                            | Tuimi                        | "How to Love You" (Tuimi, Nguyễn Sơn Tùng) | 2 / 21                       | 4 / 26                       |                                        |
| 9                            | Tóc Tiên                     | Liên khúc ba nàng: "Bèo dạt mây trôi", "Bài ca đất phương Nam", "Em trong mắt tôi" & "Hello Vietnam" (Dân ca quan họ Bắc Ninh, Lư Nhất Vũ, Lê Giang, Nguyễn Đức Cường, Marc Lavoine, Guy Balbaert, Yvan Coriat)                                                                    | 3 / 21                       | —                            | Trưởng nhóm từ nhóm đội trưởng dự bị   |
| 10                           | Thiều Bảo Trâm               | "Triệu lý do" (Thiều Bảo Trâm, Nguyễn Bảo Trọng) | —                            | 1 / 26                       |                                        |
| 11                           | Ái Phương                    | "Don't Wanna Say Goodbye" (Ái Phương) | —                            | 1 / 26                       |                                        |
| 12                           | Maitinhvi                    | "The Big Toe" (Jase) | —                            | 3 / 26                       |                                        |
| 13                           | Ngọc Thanh Tâm               | "Bống bống bang bang" (Only C, Nguyễn Phúc Thiện, Lou Hoàng, Osad) | —                            | 0 / 26                       |                                        |
| 14                           | Ngọc Ánh                     | "Trả nợ tình xa" (Tuấn Khanh) | —                            | 1 / 26                       |                                        |
| 15                           | Bùi Lan Hương                | "Mê muội" & "Bùa mê" (Bùi Lan Hương) | —                            | 2 / 26                       |                                        |
| Tập 2 (2 tháng 11 năm 2024)  |                              | |                              |                              |                                        |
| 16                           | Vũ Ngọc Anh                  | "Gừng càng già càng cay" (NamNam) | —                            | 2 / 26                       |                                        |
| 17                           | Gil Lê                       | "Take It Slow" (Cheng) | —                            | 2 / 26                       |                                        |
| 18                           | Minh Hằng                    | "Trèo cao ngã đau" (Khắc Hưng) | —                            | 13 / 26                      | Trưởng nhóm từ nhóm chị đẹp thành viên |
| 19                           | Hạnh Sino                    | "Em mây" & "Anh nhớ em" (Nguyễn Bảo Trọng, Tú Dưa) | —                            | 0 / 26                       |                                        |
| 20                           | Minh Tuyết                   | "Chờ một tiếng yêu" (Lê Hựu Hà) | —                            | 5 / 26                       |                                        |
| 21                           | Xuân Nghi                    | "Summer Night" (Xuân Nghi, Kny, Kavy Huỳnh) | —                            | 0 / 26                       |                                        |
| 22                           | Hậu Hoàng                    | "Có không giữ mất đừng tìm" (Bùi Công Nam, Hậu Hoàng) | —                            | 6 / 26                       |                                        |
| 23                           | Thảo Trang                   | "Một ngày tôi quên hết" (Hứa Kim Tuyền) | —                            | 4 / 26                       |                                        |
| 24                           | MisThy                       | "Em bé" (Hứa Kim Tuyền, Pháo) | —                            | 0 / 26                       |                                        |
| 25                           | Thúy Hiền                    | "Một vòng Việt Nam" (Đông Thiên Đức) | —                            | 0 / 26                       |                                        |
| 26                           | Phương Thanh                 | "Giã từ dĩ vãng" (Nguyễn Đức Trung) | —                            | 2 / 26                       |                                        |
| 27                           | Châu Tuyết Vân               | "Cung đàn vỡ đôi" (Trịnh Trung Kiên) | —                            | 0 / 26                       |                                        |
| 28                           | Dương Hoàng Yến              | "Cầu vồng lấp lánh" (Hứa Kim Tuyền) | —                            | 11 / 26                      | Trưởng nhóm từ nhóm chị đẹp thành viên |
| 29                           | Thu Phương                   | "Quán cóc" (Võ Thiện Thanh) | —                            | —                            |                                        |
| 30                           | Mỹ Linh                      | "Để mãi được gần anh" (Anh Quân, Dương Thụ) | —                            | —                            |                                        |

### Vòng công diễn 1: Woman in the Mirror – Người phụ nữ trong gương
Trước khi bắt đầu vòng công diễn 1, hai chị đẹp mùa 1 là Thu Phương và Mỹ Linh tiến hành thành lập hai liên minh đối kháng lớn, mỗi liên minh có ba trưởng nhóm. Cả hai viết tên ba trưởng nhóm mà mình muốn hợp tác, trong khi sáu trưởng nhóm (gồm Phạm Quỳnh Anh, Minh Hằng, Tóc Tiên, Dương Hoàng Yến, Kiều Anh và Ngọc Phước) cũng viết tên chị đẹp mùa 1 mà họ mong muốn hợp tác; nếu lựa chọn trùng nhau thì một cặp liên minh được hình thành. Tiếp theo, cả Thu Phương và Mỹ Linh trao đổi với các trưởng nhóm còn lại và thuyết phục họ để gia nhập liên minh; nếu đồng ý thì trưởng nhóm ký xác nhận lên phiếu thông tin và bỏ phiếu vào hộp thư, qua đó lập nên hai đội liên minh. Kết thúc buổi thành lập, Phạm Quỳnh Anh, Kiều Anh và Ngọc Phước trở thành trưởng nhóm liên minh với Thu Phương, còn Minh Hằng, Tóc Tiên và Dương Hoàng Yến trở thành trưởng nhóm liên minh với Mỹ Linh.
Vòng đầu tiên bao gồm tám bài hát được chia đều cho bốn thể loại sân khấu, một trong số đó là sáng tác hoàn toàn mới. Các thành viên tự do bước vào tám căn phòng tương ứng để lựa chọn bài hát mà mình yêu thích, còn các chị đẹp mùa 1 và trưởng nhóm đi đến từng phòng để thuyết phục các thành viên tự do tặng bông hoa đỏ cho liên minh của mình (mỗi thành viên có ba bông hoa đỏ); liên minh có nhiều bông hoa hơn được quyền ưu tiên trong việc lựa chọn bài hát mong muốn. Sau đó, các liên minh đặt hoa lên bốn chiếc hộp ứng với bốn thể loại sân khấu trong thời gian quy định, liên minh nào đặt nhiều hoa hơn ở một thể loại sân khấu được quyền chọn bài hát ở thể loại đó, liên minh còn lại nhận bài hát còn lại. Cuối cùng, các chị đẹp mùa 1 và trưởng nhóm tiến hành thuyết phục các chị đẹp thành viên gia nhập liên minh của mình cho đến khi một bên đủ 15 người trước, khi đó những người còn lại tự động gia nhập liên minh còn lại. Việc phân bổ số lượng thành viên tham gia các bài trình diễn cũng được các liên minh tiến hành, trong đó sân khấu vocal yêu cầu ba thành viên và bao gồm chị đẹp mùa 1, các sân khấu còn lại quy định bốn thành viên và phải bao gồm một đội trưởng trong đó. 
Trong đêm công diễn 1, các liên minh tham gia trình diễn theo hình thức đối kháng, trong đó sân khấu vocal phải được biểu diễn cuối cùng, còn các sân khấu khác được phép bắt cặp tùy ý. Việc xác lập thứ tự biểu diễn của các liên minh được tiến hành như sau: 
1. Đầu tiên, mỗi liên minh thảo luận với các thành viên để chọn thứ tự biểu diễn của các đội trong liên minh của mình.
2. Sau đó, hai liên minh cử các đội của mình thi đấu lần lượt theo từng vòng. Nếu cả hai đội đồng ý đối đầu thì dán tên bài hát của đội mình lên bảng để xác nhận kết quả, còn nếu có một đội từ chối đối đầu thì sử dụng "thẻ chuồn" để quay về thảo luận với các thành viên xem có muốn đưa đội khác ra đối đầu với đội đối thủ hay không. Mỗi liên minh được sử dụng "thẻ chuồn" hai lần.
3. Sau khi hoàn thành bắt cặp đối kháng, mỗi liên minh lần lượt cử ra một người đại diện cho mỗi vòng diễn để chơi oẳn tù xì, bên thắng được quyền lựa chọn thứ tự biểu diễn của hai bài trong vòng đó.

Đối với tiết mục do các trưởng nhóm dẫn dắt, 350 khán giả trường quay tham gia bình chọn cho tiết mục được yêu thích nhất trong mỗi cặp đấu, kết quả thắng thua được công bố ngay sau đó. Với các tiết mục do chị đẹp mùa 1 dẫn dắt, khán giả bình chọn trực tiếp cho tiết mục, và sau đó bình chọn cho ba chị đẹp được yêu thích nhất (không kể hai chị đẹp mùa 1) vào cuối đêm diễn. Dựa trên kết quả bình chọn thông qua tổng điểm hoa sóng có được, liên minh giành chiến thắng trong đêm công diễn 1 được bảo toàn các thành viên trong đội hình ở vòng công diễn tiếp theo, trong khi hai chị đẹp có số điểm cá nhân thấp nhất của liên minh còn lại có nguy cơ phải ra về. Kết thúc vòng công diễn 1, liên minh Mỹ Linh giành chiến thắng chung cuộc trước liên minh Thu Phương, song nhờ sự thiện chí của chương trình mà không chị đẹp nào phải dừng cuộc chơi sau đêm công diễn này.
| Tập 4 – Vòng công diễn thứ nhất (16 tháng 11 năm 2024) | Tập 4 – Vòng công diễn thứ nhất (16 tháng 11 năm 2024) | Tập 4 – Vòng công diễn thứ nhất (16 tháng 11 năm 2024) | Tập 4 – Vòng công diễn thứ nhất (16 tháng 11 năm 2024) | Tập 4 – Vòng công diễn thứ nhất (16 tháng 11 năm 2024)                            | Tập 4 – Vòng công diễn thứ nhất (16 tháng 11 năm 2024) | Tập 4 – Vòng công diễn thứ nhất (16 tháng 11 năm 2024) | Tập 4 – Vòng công diễn thứ nhất (16 tháng 11 năm 2024) | Tập 4 – Vòng công diễn thứ nhất (16 tháng 11 năm 2024) | Tập 4 – Vòng công diễn thứ nhất (16 tháng 11 năm 2024) |
| Vòng                                                   | Thứ tự                                                 | Liên minh                                              | Thể loại sân khấu                                      | Bài hát biểu diễn (Tác giả)                                                       | Thành viên                                             | Điểm                                                   | Tổng điểm liên minh                                    | Điểm hoa sóng cá nhân                                  | Kết quả                                                |
| ------------------------------------------------------ | ------------------------------------------------------ | ------------------------------------------------------ | ------------------------------------------------------ | --------------------------------------------------------------------------------- | ------------------------------------------------------ | ------------------------------------------------------ | ------------------------------------------------------ | ------------------------------------------------------ | ------------------------------------------------------ |
| 1                                                      | 1                                                      | Mỹ Linh                                                | Dance (Vũ đạo)                                         | "Hot" (Dada, Nathan Lee, Tóc Tiên, Ái Phương, Jardin)                             | Tóc Tiên                                               | 2120                                                   | 2120                                                   | 940                                                    | Thăng cấp                                              |
| 1                                                      | 1                                                      | Mỹ Linh                                                | Dance (Vũ đạo)                                         | "Hot" (Dada, Nathan Lee, Tóc Tiên, Ái Phương, Jardin)                             | Ái Phương                                              | 2120                                                   | 2120                                                   | 320                                                    | Thăng cấp                                              |
| 1                                                      | 1                                                      | Mỹ Linh                                                | Dance (Vũ đạo)                                         | "Hot" (Dada, Nathan Lee, Tóc Tiên, Ái Phương, Jardin)                             | Hạnh Sino                                              | 2120                                                   | 2120                                                   | 30                                                     | Thăng cấp                                              |
| 1                                                      | 1                                                      | Mỹ Linh                                                | Dance (Vũ đạo)                                         | "Hot" (Dada, Nathan Lee, Tóc Tiên, Ái Phương, Jardin)                             | Thiều Bảo Trâm                                         | 2120                                                   | 2120                                                   | 270                                                    | Thăng cấp                                              |
| 1                                                      | 2                                                      | Thu Phương                                             | Dance (Vũ đạo)                                         | "Bom hẹn giờ" (Hứa Kim Tuyền)                                                     | Phương Thanh                                           | 1380                                                   | 1380                                                   | 280                                                    | Thăng cấp                                              |
| 1                                                      | 2                                                      | Thu Phương                                             | Dance (Vũ đạo)                                         | "Bom hẹn giờ" (Hứa Kim Tuyền)                                                     | Phạm Quỳnh Anh                                         | 1380                                                   | 1380                                                   | 240                                                    | Thăng cấp                                              |
| 1                                                      | 2                                                      | Thu Phương                                             | Dance (Vũ đạo)                                         | "Bom hẹn giờ" (Hứa Kim Tuyền)                                                     | Thảo Trang                                             | 1380                                                   | 1380                                                   | 220                                                    | Thăng cấp                                              |
| 1                                                      | 2                                                      | Thu Phương                                             | Dance (Vũ đạo)                                         | "Bom hẹn giờ" (Hứa Kim Tuyền)                                                     | Vũ Ngọc Anh                                            | 1380                                                   | 1380                                                   | 290                                                    | Thăng cấp                                              |
| 2                                                      | 3                                                      | Thu Phương                                             | Performance (Trình diễn)                               | "Để tôi ôm em bằng giai điệu này" (Kai Đinh, Grey D, Xuân Nghi)                   | Ngọc Ánh                                               | 1780                                                   | 1780                                                   | 190                                                    | Thăng cấp                                              |
| 2                                                      | 3                                                      | Thu Phương                                             | Performance (Trình diễn)                               | "Để tôi ôm em bằng giai điệu này" (Kai Đinh, Grey D, Xuân Nghi)                   | Thúy Hiền                                              | 1780                                                   | 1780                                                   | 190                                                    | Thăng cấp                                              |
| 2                                                      | 3                                                      | Thu Phương                                             | Performance (Trình diễn)                               | "Để tôi ôm em bằng giai điệu này" (Kai Đinh, Grey D, Xuân Nghi)                   | Maitinhvi                                              | 1780                                                   | 1780                                                   | 430                                                    | Thăng cấp                                              |
| 2                                                      | 3                                                      | Thu Phương                                             | Performance (Trình diễn)                               | "Để tôi ôm em bằng giai điệu này" (Kai Đinh, Grey D, Xuân Nghi)                   | Ngọc Phước                                             | 1780                                                   | 1780                                                   | 390                                                    | Thăng cấp                                              |
| 2                                                      | 4                                                      | Mỹ Linh                                                | Performance (Trình diễn)                               | "Sắc màu tuổi thơ" (Mai Thang, Phạm Quỳnh Anh, Jardin, Huy Đinh, Huỳnh Công Hiếu) | Thu Ngọc                                               | 1720                                                   | 1720                                                   | 70                                                     | Thăng cấp                                              |
| 2                                                      | 4                                                      | Mỹ Linh                                                | Performance (Trình diễn)                               | "Sắc màu tuổi thơ" (Mai Thang, Phạm Quỳnh Anh, Jardin, Huy Đinh, Huỳnh Công Hiếu) | Dương Hoàng Yến                                        | 1720                                                   | 1720                                                   | 210                                                    | Thăng cấp                                              |
| 2                                                      | 4                                                      | Mỹ Linh                                                | Performance (Trình diễn)                               | "Sắc màu tuổi thơ" (Mai Thang, Phạm Quỳnh Anh, Jardin, Huy Đinh, Huỳnh Công Hiếu) | Gil Lê                                                 | 1720                                                   | 1720                                                   | 650                                                    | Thăng cấp                                              |
| 2                                                      | 4                                                      | Mỹ Linh                                                | Performance (Trình diễn)                               | "Sắc màu tuổi thơ" (Mai Thang, Phạm Quỳnh Anh, Jardin, Huy Đinh, Huỳnh Công Hiếu) | Hậu Hoàng                                              | 1720                                                   | 1720                                                   | 210                                                    | Thăng cấp                                              |
| 3                                                      | 5                                                      | Mỹ Linh                                                | Show (Sáng tạo với đạo cụ)                             | "Mộng yu" (Hứa Kim Tuyền, TDK, 2pillz, Wokeup, Tuimi)                             | Minh Hằng                                              | 1400                                                   | 1400                                                   | 980                                                    | Thăng cấp                                              |
| 3                                                      | 5                                                      | Mỹ Linh                                                | Show (Sáng tạo với đạo cụ)                             | "Mộng yu" (Hứa Kim Tuyền, TDK, 2pillz, Wokeup, Tuimi)                             | Ngọc Thanh Tâm                                         | 1400                                                   | 1400                                                   | 150                                                    | Thăng cấp                                              |
| 3                                                      | 5                                                      | Mỹ Linh                                                | Show (Sáng tạo với đạo cụ)                             | "Mộng yu" (Hứa Kim Tuyền, TDK, 2pillz, Wokeup, Tuimi)                             | Đồng Ánh Quỳnh                                         | 1400                                                   | 1400                                                   | 170                                                    | Thăng cấp                                              |
| 3                                                      | 5                                                      | Mỹ Linh                                                | Show (Sáng tạo với đạo cụ)                             | "Mộng yu" (Hứa Kim Tuyền, TDK, 2pillz, Wokeup, Tuimi)                             | MisThy                                                 | 1400                                                   | 1400                                                   | 580                                                    | Thăng cấp                                              |
| 3                                                      | 6                                                      | Thu Phương                                             | Show (Sáng tạo với đạo cụ)                             | "Một cú lừa" (Tiên Cookie, Xuân Nghi, Kiều Anh)                                   | Châu Tuyết Vân                                         | 2100                                                   | 2100                                                   | 810                                                    | Thăng cấp                                              |
| 3                                                      | 6                                                      | Thu Phương                                             | Show (Sáng tạo với đạo cụ)                             | "Một cú lừa" (Tiên Cookie, Xuân Nghi, Kiều Anh)                                   | Xuân Nghi                                              | 2100                                                   | 2100                                                   | 460                                                    | Thăng cấp                                              |
| 3                                                      | 6                                                      | Thu Phương                                             | Show (Sáng tạo với đạo cụ)                             | "Một cú lừa" (Tiên Cookie, Xuân Nghi, Kiều Anh)                                   | Kiều Anh                                               | 2100                                                   | 2100                                                   | 200                                                    | Thăng cấp                                              |
| 3                                                      | 6                                                      | Thu Phương                                             | Show (Sáng tạo với đạo cụ)                             | "Một cú lừa" (Tiên Cookie, Xuân Nghi, Kiều Anh)                                   | Mie                                                    | 2100                                                   | 2100                                                   | 570                                                    | Thăng cấp                                              |
| 4                                                      | 7                                                      | Mỹ Linh                                                | Vocal (Hát)                                            | "Nếu anh là em" (Hứa Kim Tuyền, Tuimi)                                            | Mỹ Linh                                                | 3250                                                   | 8490                                                   | —                                                      | —                                                      |
| 4                                                      | 7                                                      | Mỹ Linh                                                | Vocal (Hát)                                            | "Nếu anh là em" (Hứa Kim Tuyền, Tuimi)                                            | Minh Tuyết                                             | 3250                                                   | 8490                                                   | 540                                                    | Thăng cấp                                              |
| 4                                                      | 7                                                      | Mỹ Linh                                                | Vocal (Hát)                                            | "Nếu anh là em" (Hứa Kim Tuyền, Tuimi)                                            | Tuimi                                                  | 3250                                                   | 8490                                                   | 510                                                    | Thăng cấp                                              |
| 4                                                      | 8                                                      | Thu Phương                                             | Vocal (Hát)                                            | "Tình ca" (Quốc Bảo, Bùi Lan Hương)                                               | Thu Phương                                             | 3030                                                   | 8290                                                   | —                                                      | —                                                      |
| 4                                                      | 8                                                      | Thu Phương                                             | Vocal (Hát)                                            | "Tình ca" (Quốc Bảo, Bùi Lan Hương)                                               | Bùi Lan Hương                                          | 3030                                                   | 8290                                                   | 130                                                    | Thăng cấp                                              |
| 4                                                      | 8                                                      | Thu Phương                                             | Vocal (Hát)                                            | "Tình ca" (Quốc Bảo, Bùi Lan Hương)                                               | Hoàng Yến Chibi                                        | 3030                                                   | 8290                                                   | 470                                                    | Thăng cấp                                              |

- Chị đẹp là đội trưởng của liên minh.
- Chị đẹp mùa 1.

### Vòng công diễn 2: A Secret Makes a Woman Woman – Phía sau cánh cửa
Trước khi bắt đầu vòng công diễn 2, hai chị đẹp mùa 1 là Thu Phương và Mỹ Linh tiến hành thành lập hai liên minh đối kháng mới với hai trưởng nhóm cho mỗi liên minh. Theo đó, ba đội trưởng chiến thắng ở công diễn 1 – gồm Tóc Tiên, Kiều Anh và Ngọc Phước – tiếp tục làm trưởng nhóm cho công diễn 2, ba người còn lại – gồm Phạm Quỳnh Anh, Minh Hằng và Dương Hoàng Yến – trở về làm thành viên tự do. Minh Hằng tiếp tục được chọn là trưởng nhóm cho công diễn 2 nhờ có điểm hoa sóng cao nhất trên bảng điểm hoa sóng cá nhân, và cô đã chấp nhận vị trí này để trở thành trưởng nhóm thứ tư. Hai chị đẹp mùa 1 lần lượt gặp các trưởng nhóm và trao đổi ở từng phòng riêng, sau đó trở về phòng chiến thuật và lần lượt gọi tên trưởng nhóm mà mình mong muốn (liên minh Mỹ Linh do đã giành chiến thắng ở công diễn 1 nên được chọn trưởng nhóm trước); nếu trưởng nhóm xuất hiện và đưa bông hoa đỏ thì việc gia nhập được tính là thành công. Kết thúc buổi thành lập, Minh Hằng và Ngọc Phước trở thành trưởng nhóm liên minh với Thu Phương, còn Tóc Tiên và Kiều Anh trở thành trưởng nhóm liên minh với Mỹ Linh. 
Tiếp theo, các liên minh tiến hành lựa chọn thành viên để gia nhập liên minh, với bốn lượt lựa chọn như sau:
- Lượt 1: Hai chị đẹp mùa 1 rút ngẫu nhiên 12 thẻ hoa đỏ và công bố tên các thành viên mà mình rút được. Thành viên được đọc tên có quyền đứng lên nếu muốn về với liên minh của chị đẹp mùa 1, và chị đẹp mùa 1 cùng các trưởng nhóm chọn ra hai người trong số những người đứng lên để gia nhập liên minh.
- Lượt 2 và 3: Hai chị đẹp mùa 1 lần lượt rút ngẫu nhiên ba thẻ hoa của đối phương và công bố tên sáu thành viên bị hoán đổi. Thành viên được đọc tên cũng có quyền đứng lên nếu muốn gia nhập liên minh, và chị đẹp mùa 1 cùng các trưởng nhóm được chọn tối đa ba người trong số những người đứng lên cho liên minh của mình.
- Lượt 4: Các thẻ hoa còn lại được xáo trộn và cùng được rút lần lượt bởi hai chị đẹp mùa 1. Chị đẹp mùa 1 nhặt được thẻ hoa có tên của thành viên nào thì người đó bắt buộc phải gia nhập liên minh của chị đẹp mùa 1.

Vòng thứ hai bao gồm tám bài hát được chia đều cho bốn thể loại sân khấu, với một bài hát được sáng tác hoàn toàn mới và một bài là bản mashup của hai ca khúc. Các ca khúc được lựa chọn bằng hình thức "domino bí mật" theo quy trình như sau:
1. Có tất cả năm căn phòng, trong đó mỗi liên minh sở hữu hai căn phòng và bố trí các thành viên vào hai phòng của liên minh mình. Phòng cuối cùng được dành cho hai chị đẹp mùa 1 để quan sát toàn bộ diễn biến ở những căn phòng còn lại qua màn hình.
2. Chương trình phát nhạc dạo (demo) các ca khúc của từng sân khấu thử thách để tất cả các phòng được nghe cùng một lúc. Sau khi kết thúc hai đoạn nhạc của một sân khấu thử thách, khi có hiệu lệnh, phòng số 1 của hai liên minh tiến hành khóa bài hát bằng cách giơ bảng số 1 hoặc số 2 ứng với thứ tự phát bài hát để lựa chọn bài hát mong muốn.
3. Việc khóa bài hát được tính là thành công nếu phòng số 1 của hai liên minh giơ bảng khác nhau, qua đó họ tiếp tục chuyển sang nghe nhạc dạo của sân khấu thử thách tiếp theo; ngược lại, việc khóa bài hát thất bại và domino đổ về phòng số 2 của hai liên minh để cả hai phòng tham gia nghe hiệu lệnh và thực hiện tương tự.
4. Trong trường hợp phòng số 2 của hai liên minh tiếp tục thất bại thì domino được đổ về phòng cuối cùng, là phòng của hai chị đẹp Thu Phương và Mỹ Linh. Mỗi người được trang bị bằng một thiết bị có ghi tên hai bài hát vừa được nghe, kèm theo nút giành bài hát. Khi có hiệu lệnh, cả hai bấm nút để giành bài hát, ai bấm nhanh hơn giành được bài hát đó và bài còn lại thuộc về liên minh còn lại. Quá trình được lặp lại cho đến khi cả hai liên minh đều có đủ bốn bài hát của bốn sân khấu thử thách khác nhau.

Các liên minh cũng tiến hành phân bổ số lượng thành viên tham gia các bài trình diễn như ở công diễn trước, lần này với hai thành viên cho sân khấu vocal và ba thành viên cho sân khấu show; còn các sân khấu còn lại được phép sắp xếp tùy ý, nhưng mỗi thành viên chỉ được tham gia vào một trong hai sân khấu đó.
Sau khi hoàn thành những tiết mục cùng thể loại sân khấu trong đêm công diễn 2, khán giả tại trường quay tham gia bình chọn cho từng tiết mục và kết quả được công bố ngay sau đó. Vào cuối đêm diễn, khán giả bình chọn cho ba chị đẹp (trừ hai chị đẹp mùa 1) mà mình yêu thích nhất thông qua điểm hoa sóng cá nhân. Tổng hợp kết quả bình chọn, liên minh giành chiến thắng trong đêm công diễn 2 được bảo toàn các thành viên trong đội hình ở vòng công diễn tiếp theo, trong khi hai chị đẹp có số điểm cá nhân thấp nhất của liên minh còn lại phải chia tay với chương trình. Kết thúc vòng công diễn 2, liên minh Mỹ Linh tiếp tục giành chiến thắng chung cuộc trước liên minh Thu Phương, và hai chị đẹp có số điểm hoa sóng cá nhân thấp nhất phải rời khỏi cuộc chơi là Thu Ngọc và Hạnh Sino.
| Tập 6 – Vòng công diễn thứ hai (30 tháng 11 năm 2024) | Tập 6 – Vòng công diễn thứ hai (30 tháng 11 năm 2024) | Tập 6 – Vòng công diễn thứ hai (30 tháng 11 năm 2024) | Tập 6 – Vòng công diễn thứ hai (30 tháng 11 năm 2024) | Tập 6 – Vòng công diễn thứ hai (30 tháng 11 năm 2024)                                 | Tập 6 – Vòng công diễn thứ hai (30 tháng 11 năm 2024) | Tập 6 – Vòng công diễn thứ hai (30 tháng 11 năm 2024) | Tập 6 – Vòng công diễn thứ hai (30 tháng 11 năm 2024) | Tập 6 – Vòng công diễn thứ hai (30 tháng 11 năm 2024) | Tập 6 – Vòng công diễn thứ hai (30 tháng 11 năm 2024) |
| Vòng                                                  | Thứ tự                                                | Liên minh                                             | Thể loại sân khấu                                     | Bài hát biểu diễn (Tác giả)                                                           | Thành viên                                            | Điểm                                                  | Tổng điểm liên minh                                   | Điểm hoa sóng cá nhân                                 | Kết quả                                               |
| ----------------------------------------------------- | ----------------------------------------------------- | ----------------------------------------------------- | ----------------------------------------------------- | ------------------------------------------------------------------------------------- | ----------------------------------------------------- | ----------------------------------------------------- | ----------------------------------------------------- | ----------------------------------------------------- | ----------------------------------------------------- |
| 1                                                     | 1                                                     | Thu Phương                                            | Vocal (Hát)                                           | "Chưa quên người yêu cũ" (Hứa Kim Tuyền, Vũ Cát Tường)                                | Dương Hoàng Yến                                       | 3290                                                  | 3290                                                  | 520                                                   | Thăng cấp                                             |
| 1                                                     | 1                                                     | Thu Phương                                            | Vocal (Hát)                                           | "Chưa quên người yêu cũ" (Hứa Kim Tuyền, Vũ Cát Tường)                                | Thiều Bảo Trâm                                        | 3290                                                  | 3290                                                  | 550                                                   | Thăng cấp                                             |
| 1                                                     | 2                                                     | Mỹ Linh                                               | Vocal (Hát)                                           | "May mắn" (MiQ, Soulient, Bùi Lan Hương, Ái Phương, Minh Đinh, th?o)                  | Bùi Lan Hương                                         | 2590                                                  | 2590                                                  | 220                                                   | Thăng cấp                                             |
| 1                                                     | 2                                                     | Mỹ Linh                                               | Vocal (Hát)                                           | "May mắn" (MiQ, Soulient, Bùi Lan Hương, Ái Phương, Minh Đinh, th?o)                  | Ái Phương                                             | 2590                                                  | 2590                                                  | 190                                                   | Thăng cấp                                             |
| 2                                                     | 3                                                     | Thu Phương                                            | Show (Sáng tạo với đạo cụ)                            | "Diva" (Mew Amazing, Tuimi)                                                           | Thảo Trang                                            | 3340                                                  | 3340                                                  | 270                                                   | Thăng cấp                                             |
| 2                                                     | 3                                                     | Thu Phương                                            | Show (Sáng tạo với đạo cụ)                            | "Diva" (Mew Amazing, Tuimi)                                                           | Tuimi                                                 | 3340                                                  | 3340                                                  | 260                                                   | Thăng cấp                                             |
| 2                                                     | 3                                                     | Thu Phương                                            | Show (Sáng tạo với đạo cụ)                            | "Diva" (Mew Amazing, Tuimi)                                                           | Ngọc Phước                                            | 3340                                                  | 3340                                                  | 550                                                   | Thăng cấp                                             |
| 2                                                     | 4                                                     | Mỹ Linh                                               | Show (Sáng tạo với đạo cụ)                            | "Chân ái" (Châu Đăng Khoa, Jardin)                                                    | Tóc Tiên                                              | 3350                                                  | 3350                                                  | 1280                                                  | Thăng cấp                                             |
| 2                                                     | 4                                                     | Mỹ Linh                                               | Show (Sáng tạo với đạo cụ)                            | "Chân ái" (Châu Đăng Khoa, Jardin)                                                    | Vũ Ngọc Anh                                           | 3350                                                  | 3350                                                  | 290                                                   | Thăng cấp                                             |
| 2                                                     | 4                                                     | Mỹ Linh                                               | Show (Sáng tạo với đạo cụ)                            | "Chân ái" (Châu Đăng Khoa, Jardin)                                                    | Đồng Ánh Quỳnh                                        | 3350                                                  | 3350                                                  | 130                                                   | Thăng cấp                                             |
| 3                                                     | 5                                                     | Thu Phương                                            | Dance (Vũ đạo)                                        | "Nhan sắc" (Nguyễn Quang Dũng, Tuimi, Hoàng Yến Chibi)                                | Thu Ngọc                                              | 2760                                                  | 2760                                                  | 100                                                   | Bị loại                                               |
| 3                                                     | 5                                                     | Thu Phương                                            | Dance (Vũ đạo)                                        | "Nhan sắc" (Nguyễn Quang Dũng, Tuimi, Hoàng Yến Chibi)                                | Minh Hằng                                             | 2760                                                  | 2760                                                  | 620                                                   | Thăng cấp                                             |
| 3                                                     | 5                                                     | Thu Phương                                            | Dance (Vũ đạo)                                        | "Nhan sắc" (Nguyễn Quang Dũng, Tuimi, Hoàng Yến Chibi)                                | Hậu Hoàng                                             | 2760                                                  | 2760                                                  | 300                                                   | Thăng cấp                                             |
| 3                                                     | 5                                                     | Thu Phương                                            | Dance (Vũ đạo)                                        | "Nhan sắc" (Nguyễn Quang Dũng, Tuimi, Hoàng Yến Chibi)                                | Hoàng Yến Chibi                                       | 2760                                                  | 2760                                                  | 280                                                   | Thăng cấp                                             |
| 3                                                     | 6                                                     | Mỹ Linh                                               | Dance (Vũ đạo)                                        | "September Flower" (Rhymastic, Xuân Nghi)                                             | Minh Tuyết                                            | 3190                                                  | 3190                                                  | 700                                                   | Thăng cấp                                             |
| 3                                                     | 6                                                     | Mỹ Linh                                               | Dance (Vũ đạo)                                        | "September Flower" (Rhymastic, Xuân Nghi)                                             | Maitinhvi                                             | 3190                                                  | 3190                                                  | 220                                                   | Thăng cấp                                             |
| 3                                                     | 6                                                     | Mỹ Linh                                               | Dance (Vũ đạo)                                        | "September Flower" (Rhymastic, Xuân Nghi)                                             | Gil Lê                                                | 3190                                                  | 3190                                                  | 750                                                   | Thăng cấp                                             |
| 3                                                     | 6                                                     | Mỹ Linh                                               | Dance (Vũ đạo)                                        | "September Flower" (Rhymastic, Xuân Nghi)                                             | Xuân Nghi                                             | 3190                                                  | 3190                                                  | 300                                                   | Thăng cấp                                             |
| 3                                                     | 6                                                     | Mỹ Linh                                               | Dance (Vũ đạo)                                        | "September Flower" (Rhymastic, Xuân Nghi)                                             | Kiều Anh                                              | 3190                                                  | 3190                                                  | 200                                                   | Thăng cấp                                             |
| 4                                                     | 7                                                     | Mỹ Linh                                               | Performance (Trình diễn)                              | "Một "thế giới" = Hai gang tay" (Hứa Kim Tuyền)                                       | Ngọc Ánh                                              | 3230                                                  | 12360                                                 | 150                                                   | Thăng cấp                                             |
| 4                                                     | 7                                                     | Mỹ Linh                                               | Performance (Trình diễn)                              | "Một "thế giới" = Hai gang tay" (Hứa Kim Tuyền)                                       | Phương Thanh                                          | 3230                                                  | 12360                                                 | 170                                                   | Thăng cấp                                             |
| 4                                                     | 7                                                     | Mỹ Linh                                               | Performance (Trình diễn)                              | "Một "thế giới" = Hai gang tay" (Hứa Kim Tuyền)                                       | Mỹ Linh                                               | 3230                                                  | 12360                                                 | —                                                     | —                                                     |
| 4                                                     | 7                                                     | Mỹ Linh                                               | Performance (Trình diễn)                              | "Một "thế giới" = Hai gang tay" (Hứa Kim Tuyền)                                       | Thúy Hiền                                             | 3230                                                  | 12360                                                 | 140                                                   | Thăng cấp                                             |
| 4                                                     | 7                                                     | Mỹ Linh                                               | Performance (Trình diễn)                              | "Một "thế giới" = Hai gang tay" (Hứa Kim Tuyền)                                       | Châu Tuyết Vân                                        | 3230                                                  | 12360                                                 | 290                                                   | Thăng cấp                                             |
| 4                                                     | 8                                                     | Thu Phương                                            | Performance (Trình diễn)                              | "Nơi pháo hoa rực rỡ" & "Nước ngoài" (Hứa Kim Tuyền, Phan Mạnh Quỳnh, Phạm Quỳnh Anh) | Thu Phương                                            | 2850                                                  | 12240                                                 | —                                                     | —                                                     |
| 4                                                     | 8                                                     | Thu Phương                                            | Performance (Trình diễn)                              | "Nơi pháo hoa rực rỡ" & "Nước ngoài" (Hứa Kim Tuyền, Phan Mạnh Quỳnh, Phạm Quỳnh Anh) | Phạm Quỳnh Anh                                        | 2850                                                  | 12240                                                 | 200                                                   | Thăng cấp                                             |
| 4                                                     | 8                                                     | Thu Phương                                            | Performance (Trình diễn)                              | "Nơi pháo hoa rực rỡ" & "Nước ngoài" (Hứa Kim Tuyền, Phan Mạnh Quỳnh, Phạm Quỳnh Anh) | Hạnh Sino                                             | 2850                                                  | 12240                                                 | 120                                                   | Bị loại                                               |
| 4                                                     | 8                                                     | Thu Phương                                            | Performance (Trình diễn)                              | "Nơi pháo hoa rực rỡ" & "Nước ngoài" (Hứa Kim Tuyền, Phan Mạnh Quỳnh, Phạm Quỳnh Anh) | Ngọc Thanh Tâm                                        | 2850                                                  | 12240                                                 | 270                                                   | Thăng cấp                                             |
| 4                                                     | 8                                                     | Thu Phương                                            | Performance (Trình diễn)                              | "Nơi pháo hoa rực rỡ" & "Nước ngoài" (Hứa Kim Tuyền, Phan Mạnh Quỳnh, Phạm Quỳnh Anh) | Mie                                                   | 2850                                                  | 12240                                                 | 560                                                   | Thăng cấp                                             |
| 4                                                     | 8                                                     | Thu Phương                                            | Performance (Trình diễn)                              | "Nơi pháo hoa rực rỡ" & "Nước ngoài" (Hứa Kim Tuyền, Phan Mạnh Quỳnh, Phạm Quỳnh Anh) | MisThy                                                | 2850                                                  | 12240                                                 | 870                                                   | Thăng cấp                                             |

- Chị đẹp là đội trưởng của liên minh.
- Chị đẹp mùa 1.

### Vòng công diễn 3: Wonderland – Vùng đất huyền diệu
Trước khi bắt đầu vòng công diễn 3, các chị đẹp tiến hành lập đội với năm đội hình khác nhau, gồm bốn đội năm thành viên và một đội sáu thành viên (từ vòng này, hai chị đẹp Thu Phương và Mỹ Linh đóng vai trò là những người hỗ trợ cho các chị đẹp thay vì là những người dẫn dắt liên minh). Tóc Tiên và Kiều Anh – hai trưởng nhóm giành chiến thắng ở công diễn trước – tiếp tục giữ vị trí này, cùng với hai trưởng nhóm mới Châu Tuyết Vân và Thiều Bảo Trâm được lựa chọn nhờ có điểm hoa sóng cá nhân cao nhất từ các tiết mục chiến thắng không có đội trưởng. Sau đó, Maitinhvi được lựa chọn là trưởng nhóm cuối cùng thông qua bình chọn của các chị đẹp còn lại. Trưởng nhóm có điểm hoa sóng cá nhân cao nhất có quyền được chọn đội hình đầu tiên cho mình.
Trong quá trình lập đội, mỗi trưởng nhóm được nhận một chiếc nhẫn hoa để chiêu mộ thành viên về đội của mình. Các trưởng nhóm có năm phút để dùng nhẫn hoa chiêu mộ thành viên đầu tiên cho đội mình tại phòng sinh hoạt chung, sau đó thảo luận và cùng với thành viên đầu tiên (nếu có) đi chiêu mộ đúng số lượng thành viên còn thiếu của đội bằng số nhẫn còn lại.
Vòng thứ ba bao gồm bảy bài hát được chia vào bốn thể loại sân khấu, với một bài hát được sáng tác hoàn toàn mới và một bài là bản mashup của hai ca khúc. Có hai trận đấu được tiến hành trong đêm công diễn 3, gồm trận đấu trợ giúp và trận đấu tổng lực. Với trận đấu trợ giúp, hai chị đẹp Thu Phương và Mỹ Linh tự thành lập đội hình riêng cho mình để trình diễn tiết mục vocal, trong đó có một đội hình ba thành viên và một đội hình bốn thành viên; điều này có nghĩa là chị đẹp thành viên phải trình diễn cả hai tiết mục nếu như tham gia trận đấu trợ giúp. Quy tắc xác lập đội hình tham gia trận đấu trợ giúp như sau: 
1. Hai chị đẹp Thu Phương và Mỹ Linh tham gia trò chơi hái hoa. Trên mỗi bông hoa có một con số bất kỳ, nếu hái được bông hoa có số lớn hơn thì chị đẹp được quyền lựa chọn bài hát hoặc đội hình tùy ý, quyền còn lại mặc định thuộc về người còn lại.
2. Sau đó, hai chị đẹp mùa 1 lần lượt tung xúc xắc để thành lập đội hình. Trên xúc xắc có năm mặt, tương ứng với năm màu nhẫn hoa của năm đội thi đấu tổng lực. Khi xúc xắc rơi xuống, mặt hoa trên cùng trùng với màu nhẫn hoa của đội nào thì đội đó cử một chị đẹp gia nhập vào đội của chị đẹp mùa 1 vừa tung xúc xắc. Tổng cộng, đội hình ba thành viên được tung xúc xắc hai lần và đội hình bốn thành viên được tung ba lần. Chị đẹp Thu Phương do có quyền lựa chọn đội hình nên được tung xúc xắc trước.

Với trận đấu tổng lực, cả năm đội hình đã được thành lập trước đó phải tham gia đối đầu với nhau. Khi tham gia lựa chọn bài hát trình diễn, mỗi đội nhận được hai chiếc thẻ triệt tiêu để khóa quyền chọn bài hát của đội khác, và mỗi thẻ chỉ có tác dụng trong một lần duy nhất. Việc lựa chọn bài hát trong trận đấu này được triển khai như sau:
1. Ở vòng đầu tiên, trưởng nhóm có điểm hoa sóng cá nhân cao nhất bước lên bàn có năm thẻ tên bài hát. Các đội còn lại bên dưới phải công bố họ có đặt triệt tiêu vào đội đang đứng lựa chọn phía trên hay không, cũng như tên bài hát bị triệt tiêu. Những bài hát bị đặt thẻ triệt tiêu được úp xuống, đồng nghĩa với việc đội đang đứng trên bàn lựa chọn không được phép chọn bài hát đó.
2. Sang vòng thứ hai, các trưởng nhóm chưa chọn được bài hát cho đội của mình bước lên bàn để lựa chọn bài hát trình diễn mà không được sử dụng thẻ triệt tiêu.

Sau khi chọn xong bài hát, các chị đẹp tham gia lựa chọn thứ tự biểu diễn theo quy tắc sau:
- Với trận đấu tổng lực, cả năm đội tham gia trò chơi phép tính bí ẩn, mỗi đội cử một thành viên tham gia trò chơi. Trên bàn có tổng cộng chín thẻ số tương ứng từ 1 đến 9 và các thẻ dấu các phép tính ngẫu nhiên (cộng, trừ, nhân, chia). Các chị đẹp có ba lượt bốc thẻ dấu và sắp xếp để tạo ra một phép tính có kết quả gần con số 162 mà chương trình đề ra. Việc sắp xếp thứ tự biểu diễn phụ thuộc vào kết quả phép tính.
- Với trận đấu trợ giúp, hai chị đẹp Thu Phương và Mỹ Linh tham gia rút dây hoa. Thu Phương đã chọn dây hoa còn dính vào bó hoa nên có quyền lựa chọn thứ tự biểu diễn trước.

Trong đêm công diễn 3, thành viên giành chiến thắng trong trận đấu trợ giúp mang về hai vị trí an toàn cho đội của mình, trong khi hai đội giành điểm cao nhất trong trận đấu tổng lực có được ba vị trí an toàn cho đội của mình. Sau khi hoàn thành toàn bộ các tiết mục trong công diễn 3, khán giả bình chọn cho ba chị đẹp (trừ hai chị đẹp mùa 1) mà mình yêu thích nhất thông qua điểm hoa sóng cá nhân. Dựa trên kết quả bình chọn từ khán giả và số vị trí an toàn từ hai vòng đấu, những chị đẹp thành viên có số điểm hoa sóng cá nhân cao nhất được vào thẳng vòng sau, còn bốn chị đẹp có điểm hoa sóng cá nhân thấp nhất sau đêm công diễn phải chia tay với chương trình. Kết thúc vòng công diễn 3, bốn chị đẹp phải dừng cuộc chơi là Ngọc Ánh, Thúy Hiền, Ái Phương và Đồng Ánh Quỳnh.
| Tập 8 – Vòng công diễn thứ ba – Phần 1 (8 tháng 12 năm 2024)  | Tập 8 – Vòng công diễn thứ ba – Phần 1 (8 tháng 12 năm 2024) | Tập 8 – Vòng công diễn thứ ba – Phần 1 (8 tháng 12 năm 2024)                                          | Tập 8 – Vòng công diễn thứ ba – Phần 1 (8 tháng 12 năm 2024) | Tập 8 – Vòng công diễn thứ ba – Phần 1 (8 tháng 12 năm 2024) | Tập 8 – Vòng công diễn thứ ba – Phần 1 (8 tháng 12 năm 2024) | Tập 8 – Vòng công diễn thứ ba – Phần 1 (8 tháng 12 năm 2024) | Tập 8 – Vòng công diễn thứ ba – Phần 1 (8 tháng 12 năm 2024) | Tập 8 – Vòng công diễn thứ ba – Phần 1 (8 tháng 12 năm 2024) |
| Trận đấu trợ giúp                                             | Trận đấu trợ giúp                                            | Trận đấu trợ giúp                                                                                     | Trận đấu trợ giúp                                            | Trận đấu trợ giúp                                            | Trận đấu trợ giúp                                            | Trận đấu trợ giúp                                            | Trận đấu trợ giúp                                            | Trận đấu trợ giúp                                            |
| Thứ tự                                                        | Thể loại sân khấu                                            | Bài hát biểu diễn (Tác giả)                                                                           | Thành viên                                                   | Điểm                                                         | Kết quả vòng đấu                                             | Kết quả vòng đấu                                             | Kết quả vòng đấu                                             | Kết quả vòng đấu                                             |
| ------------------------------------------------------------- | ------------------------------------------------------------ | --- | ------------------------------------------------------------ | ------------------------------------------------------------ | ------------------------------------------------------------ | ------------------------------------------------------------ | ------------------------------------------------------------ | ------------------------------------------------------------ |
| 1                                                             | Vocal (Hát)                                                  | "Phố hoa" (Hoài An, Jardin)                                                                           | Thu Phương                                                   | 1640                                                         | Thua                                                         | Thua                                                         | Thua                                                         | Thua                                                         |
| 1                                                             | Vocal (Hát)                                                  | "Phố hoa" (Hoài An, Jardin)                                                                           | Thảo Trang                                                   | 1640                                                         | Thua                                                         | Thua                                                         | Thua                                                         | Thua                                                         |
| 1                                                             | Vocal (Hát)                                                  | "Phố hoa" (Hoài An, Jardin)                                                                           | Kiều Anh                                                     | 1640                                                         | Thua                                                         | Thua                                                         | Thua                                                         | Thua                                                         |
| 2                                                             | Vocal (Hát)                                                  | "Tôi không còn viết tình ca" (Hứa Kim Tuyền, TDK, DuongK, NewL)                                       | Mỹ Linh                                                      | 1860                                                         | Thắng                                                        | Thắng                                                        | Thắng                                                        | Thắng                                                        |
| 2                                                             | Vocal (Hát)                                                  | "Tôi không còn viết tình ca" (Hứa Kim Tuyền, TDK, DuongK, NewL)                                       | Tóc Tiên                                                     | 1860                                                         | Thắng                                                        | Thắng                                                        | Thắng                                                        | Thắng                                                        |
| 2                                                             | Vocal (Hát)                                                  | "Tôi không còn viết tình ca" (Hứa Kim Tuyền, TDK, DuongK, NewL)                                       | Ái Phương                                                    | 1860                                                         | Thắng                                                        | Thắng                                                        | Thắng                                                        | Thắng                                                        |
| 2                                                             | Vocal (Hát)                                                  | "Tôi không còn viết tình ca" (Hứa Kim Tuyền, TDK, DuongK, NewL)                                       | Dương Hoàng Yến                                              | 1860                                                         | Thắng                                                        | Thắng                                                        | Thắng                                                        | Thắng                                                        |
| Trận đấu tổng lực                                             |                                                              | |                                                              |                                                              |                                                              |                                                              |                                                              |                                                              |
| Thứ tự                                                        | Thể loại sân khấu                                            | Bài hát biểu diễn (Tác giả)                                                                           | Thành viên                                                   | Điểm                                                         | Tổng điểm tiết mục                                           | Điểm hoa sóng cá nhân                                        | Số vị trí an toàn                                            | Kết quả                                                      |
| 3                                                             | Dance (Vũ đạo)                                               | "Mưa tháng sáu" (Hứa Kim Tuyền, Limitlxss)                                                            | Vũ Ngọc Anh                                                  | 3040                                                         | 4900                                                         | 180                                                          | 5                                                            | Thăng cấp                                                    |
| 3                                                             | Dance (Vũ đạo)                                               | "Mưa tháng sáu" (Hứa Kim Tuyền, Limitlxss)                                                            | Dương Hoàng Yến                                              | 3040                                                         | 4900                                                         | 520                                                          | 5                                                            | Thăng cấp                                                    |
| 3                                                             | Dance (Vũ đạo)                                               | "Mưa tháng sáu" (Hứa Kim Tuyền, Limitlxss)                                                            | Gil Lê                                                       | 3040                                                         | 4900                                                         | 670                                                          | 5                                                            | Thăng cấp                                                    |
| 3                                                             | Dance (Vũ đạo)                                               | "Mưa tháng sáu" (Hứa Kim Tuyền, Limitlxss)                                                            | Thiều Bảo Trâm                                               | 3040                                                         | 4900                                                         | 540                                                          | 5                                                            | Thăng cấp                                                    |
| 3                                                             | Dance (Vũ đạo)                                               | "Mưa tháng sáu" (Hứa Kim Tuyền, Limitlxss)                                                            | Mie                                                          | 3040                                                         | 4900                                                         | 620                                                          | 5                                                            | Thăng cấp                                                    |
| 4                                                             | Dance (Vũ đạo)                                               | "Vì yêu cứ đâm đầu" (Hoàng Tôn, Phạm Quỳnh Anh, Ngọc Thanh Tâm, Xuân Nghi, Kiều Anh, Hoàng Yến Chibi) | Phạm Quỳnh Anh                                               | 2790                                                         | 4430                                                         | 500                                                          | 0                                                            | Thăng cấp                                                    |
| 4                                                             | Dance (Vũ đạo)                                               | "Vì yêu cứ đâm đầu" (Hoàng Tôn, Phạm Quỳnh Anh, Ngọc Thanh Tâm, Xuân Nghi, Kiều Anh, Hoàng Yến Chibi) | Ngọc Thanh Tâm                                               | 2790                                                         | 4430                                                         | 260                                                          | 0                                                            | Thăng cấp                                                    |
| 4                                                             | Dance (Vũ đạo)                                               | "Vì yêu cứ đâm đầu" (Hoàng Tôn, Phạm Quỳnh Anh, Ngọc Thanh Tâm, Xuân Nghi, Kiều Anh, Hoàng Yến Chibi) | Xuân Nghi                                                    | 2790                                                         | 4430                                                         | 210                                                          | 0                                                            | Thăng cấp                                                    |
| 4                                                             | Dance (Vũ đạo)                                               | "Vì yêu cứ đâm đầu" (Hoàng Tôn, Phạm Quỳnh Anh, Ngọc Thanh Tâm, Xuân Nghi, Kiều Anh, Hoàng Yến Chibi) | Kiều Anh                                                     | 2790                                                         | 4430                                                         | 730                                                          | 0                                                            | Thăng cấp                                                    |
| 4                                                             | Dance (Vũ đạo)                                               | "Vì yêu cứ đâm đầu" (Hoàng Tôn, Phạm Quỳnh Anh, Ngọc Thanh Tâm, Xuân Nghi, Kiều Anh, Hoàng Yến Chibi) | Hoàng Yến Chibi                                              | 2790                                                         | 4430                                                         | 200                                                          | 0                                                            | Thăng cấp                                                    |
| Tập 9 – Vòng công diễn thứ ba – Phần 2 (14 tháng 12 năm 2024) |                                                              | |                                                              |                                                              |                                                              |                                                              |                                                              |                                                              |
| 5                                                             | Show (Sáng tạo với đạo cụ)                                   | "Cầu duyên" (Hứa Kim Tuyền, Bùi Lan Hương)                                                            | Thảo Trang                                                   | 2730                                                         | 4370                                                         | 500                                                          | 0                                                            | Thăng cấp                                                    |
| 5                                                             | Show (Sáng tạo với đạo cụ)                                   | "Cầu duyên" (Hứa Kim Tuyền, Bùi Lan Hương)                                                            | Bùi Lan Hương                                                | 2730                                                         | 4370                                                         | 160                                                          | 0                                                            | Thăng cấp                                                    |
| 5                                                             | Show (Sáng tạo với đạo cụ)                                   | "Cầu duyên" (Hứa Kim Tuyền, Bùi Lan Hương)                                                            | Maitinhvi                                                    | 2730                                                         | 4370                                                         | 310                                                          | 0                                                            | Thăng cấp                                                    |
| 5                                                             | Show (Sáng tạo với đạo cụ)                                   | "Cầu duyên" (Hứa Kim Tuyền, Bùi Lan Hương)                                                            | Đồng Ánh Quỳnh                                               | 2730                                                         | 4370                                                         | 130                                                          | 0                                                            | Bị loại                                                      |
| 5                                                             | Show (Sáng tạo với đạo cụ)                                   | "Cầu duyên" (Hứa Kim Tuyền, Bùi Lan Hương)                                                            | Hậu Hoàng                                                    | 2730                                                         | 4370                                                         | 150                                                          | 0                                                            | Thăng cấp                                                    |
| 5                                                             | Show (Sáng tạo với đạo cụ)                                   | "Cầu duyên" (Hứa Kim Tuyền, Bùi Lan Hương)                                                            | MisThy                                                       | 2730                                                         | 4370                                                         | 990                                                          | 0                                                            | Thăng cấp                                                    |
| 6                                                             | Performance (Trình diễn)                                     | "Mùa đông" & "Chuyện của mùa đông" (Hoàng Thống, Phạm Toàn Thắng, Tuimi)                              | Minh Tuyết                                                   | 3090                                                         | 4950                                                         | 420                                                          | 5                                                            | Thăng cấp                                                    |
| 6                                                             | Performance (Trình diễn)                                     | "Mùa đông" & "Chuyện của mùa đông" (Hoàng Thống, Phạm Toàn Thắng, Tuimi)                              | Minh Hằng                                                    | 3090                                                         | 4950                                                         | 570                                                          | 5                                                            | Thăng cấp                                                    |
| 6                                                             | Performance (Trình diễn)                                     | "Mùa đông" & "Chuyện của mùa đông" (Hoàng Thống, Phạm Toàn Thắng, Tuimi)                              | Tóc Tiên                                                     | 3090                                                         | 4950                                                         | 860                                                          | 5                                                            | Thăng cấp                                                    |
| 6                                                             | Performance (Trình diễn)                                     | "Mùa đông" & "Chuyện của mùa đông" (Hoàng Thống, Phạm Toàn Thắng, Tuimi)                              | Tuimi                                                        | 3090                                                         | 4950                                                         | 340                                                          | 5                                                            | Thăng cấp                                                    |
| 6                                                             | Performance (Trình diễn)                                     | "Mùa đông" & "Chuyện của mùa đông" (Hoàng Thống, Phạm Toàn Thắng, Tuimi)                              | Ngọc Phước                                                   | 3090                                                         | 4950                                                         | 230                                                          | 5                                                            | Thăng cấp                                                    |
| 7                                                             | Dance (Vũ đạo)                                               | "Đi về nhà" (Hứa Kim Tuyền, Xuân Ty, Ái Phương)                                                       | Ngọc Ánh                                                     | 2700                                                         | 4560                                                         | 120                                                          | 2                                                            | Bị loại                                                      |
| 7                                                             | Dance (Vũ đạo)                                               | "Đi về nhà" (Hứa Kim Tuyền, Xuân Ty, Ái Phương)                                                       | Phương Thanh                                                 | 2700                                                         | 4560                                                         | 660                                                          | 2                                                            | Thăng cấp                                                    |
| 7                                                             | Dance (Vũ đạo)                                               | "Đi về nhà" (Hứa Kim Tuyền, Xuân Ty, Ái Phương)                                                       | Thúy Hiền                                                    | 2700                                                         | 4560                                                         | 100                                                          | 2                                                            | Bị loại                                                      |
| 7                                                             | Dance (Vũ đạo)                                               | "Đi về nhà" (Hứa Kim Tuyền, Xuân Ty, Ái Phương)                                                       | Ái Phương                                                    | 2700                                                         | 4560                                                         | 140                                                          | 2                                                            | Bị loại                                                      |
| 7                                                             | Dance (Vũ đạo)                                               | "Đi về nhà" (Hứa Kim Tuyền, Xuân Ty, Ái Phương)                                                       | Châu Tuyết Vân                                               | 2700                                                         | 4560                                                         | 390                                                          | 2                                                            | Thăng cấp                                                    |

- Chị đẹp là trưởng nhóm của phần trình diễn.
- Chị đẹp mùa 1.

### Vòng công diễn 4: Unmask – Mộc
Trước khi bắt đầu vòng công diễn 4, các chị đẹp tiến hành lập đội với bốn đội hình khác nhau, gồm hai đội năm thành viên và hai đội sáu thành viên. Đội của trưởng nhóm Maitinhvi có tổng điểm hoa sóng tiết mục thấp nhất của công diễn 3 nên đã phải giải tán và tất cả các thành viên trong đội trở lại làm thành viên tự do, trong khi các đội còn lại có quyền mời thành viên tự do gia nhập vào đội của mình. Đội có tổng điểm hoa sóng tiết mục cao nhất của vòng trước được ưu tiên chọn đội hình và mời thành viên tự do về đội. Quá trình gửi lời mời được thực hiện công khai, trong đó mỗi trưởng nhóm chỉ được mời một người ở một lượt, và phải chờ đến lượt tiếp theo để mời thành viên tự do khác hoặc nhận thành viên tự do còn lại về đội nếu thành viên tự do từ chối lời mời.
Vòng thứ tư bao gồm tám bài hát được chia vào bốn thể loại sân khấu, với bốn bài hát được sáng tác hoàn toàn mới và hai bài là bản mashup của hai ca khúc. Các phần thi đấu trong công diễn 4 được chia thành hai loại, đường đua đội trưởng và đường đua tổng lực; tất cả các tiết mục đều không có vũ công hỗ trợ. Trong đó, đường đua đội trưởng bao gồm hai đội hình thi đấu vocal với nhau, mỗi đội có hai đội trưởng là chị đẹp mùa 2 và một chị đẹp trợ giúp phần vocal là chị đẹp mùa 1. Dựa vào điểm hoa sóng cá nhân của đội trưởng, các đội trưởng xếp thứ nhất và thứ tư được ghép thành một cặp, cặp còn lại là các đội trưởng xếp thứ hai và thứ ba.
Tại đường đua tổng lực, có tất cả sáu tiết mục, trong đó hai chi đẹp Thu Phương và Mỹ Linh trình diễn một tiết mục dance cùng với đội hình gồm một chị đẹp mùa 1 trợ giúp phần vocal và hai chị đẹp mùa 1 trợ giúp phần dance. Bốn đội hình mới thành lập trình diễn bốn bài hát sáng tác mới tương ứng với bốn thể loại sân khấu khác nhau.
Trong đêm công diễn 4, điểm chuẩn đường đua được sử dụng sau khi hoàn thành mỗi tiết mục; theo đó tổng điểm tiết mục của từng đội thi đấu được tính bằng tổng điểm mà trưởng nhóm giành được trong đường đua đội trưởng và điểm tiết mục của đội thi đấu trong đường đua tổng lực. Nếu tổng điểm tiết mục của đội cao hơn hoặc bằng điểm chuẩn đường đua thì đội đó được giành quyền đi tiếp vào vòng sau, ngược lại đội đó rơi vào vòng nguy hiểm và có nguy cơ phải chia tay thành viên. Cách thức bình chọn của khán giả được tính theo ba lượt như sau:
1. Sau khi hoàn thành hai tiết mục vocal ở đường đua đội trưởng, khán giả bình chọn cho một tiết mục mà mình yêu thích nhất.
2. Ở đường đua tổng lực, khán giả bình chọn ngay sau từng tiết mục của mỗi đường đua. Điểm tiết mục của chị đẹp mùa 1 được công bố ngay sau khi có kết quả, số điểm này kết hợp với điểm của đường đua đội trưởng tạo nên điểm chuẩn đường đua. Sau khi khán giả bình chọn cho hai tiết mục tiếp theo của đường đua, chỉ tiết mục có số điểm vượt qua điểm chuẩn đường đua được công bố.
3. Vào cuối đêm diễn, khán giả bình chọn cho ba chị đẹp (trừ hai chị đẹp mùa 1 là Thu Phương và Mỹ Linh) mà mình yêu thích nhất thông qua điểm hoa sóng cá nhân.

Tổng hợp kết quả bình chọn từ khán giả, những chị đẹp thành viên có số điểm hoa sóng cá nhân cao nhất được vào thẳng vòng sau, còn bốn chị đẹp có điểm hoa sóng cá nhân thấp nhất nằm trong đội nguy hiểm sau đêm công diễn phải rời khỏi cuộc chơi. Kết thúc vòng công diễn 4, Vũ Ngọc Anh, Châu Tuyết Vân, Maitinhvi và Hậu Hoàng là bốn chị đẹp phải chia tay với chương trình.
| Tập 10 – Vòng công diễn thứ tư – Phần 1 (21 tháng 12 năm 2024) | Tập 10 – Vòng công diễn thứ tư – Phần 1 (21 tháng 12 năm 2024) | Tập 10 – Vòng công diễn thứ tư – Phần 1 (21 tháng 12 năm 2024)            | Tập 10 – Vòng công diễn thứ tư – Phần 1 (21 tháng 12 năm 2024) | Tập 10 – Vòng công diễn thứ tư – Phần 1 (21 tháng 12 năm 2024) | Tập 10 – Vòng công diễn thứ tư – Phần 1 (21 tháng 12 năm 2024) | Tập 10 – Vòng công diễn thứ tư – Phần 1 (21 tháng 12 năm 2024) | Tập 10 – Vòng công diễn thứ tư – Phần 1 (21 tháng 12 năm 2024) | Tập 10 – Vòng công diễn thứ tư – Phần 1 (21 tháng 12 năm 2024) |
| Đường đua đội trưởng                                           | Đường đua đội trưởng                                           | Đường đua đội trưởng                                                      | Đường đua đội trưởng                                           | Đường đua đội trưởng                                           | Đường đua đội trưởng                                           | Đường đua đội trưởng                                           | Đường đua đội trưởng                                           | Đường đua đội trưởng                                           |
| Thứ tự                                                         | Thể loại sân khấu                                              | Bài hát biểu diễn (Tác giả)                                               | Thành viên                                                     | Điểm                                                           | Điểm                                                           | Kết quả vòng đấu                                               | Kết quả vòng đấu                                               | Kết quả vòng đấu                                               |
| -------------------------------------------------------------- | -------------------------------------------------------------- | ------------------------------------------------------------------------- | -------------------------------------------------------------- | -------------------------------------------------------------- | -------------------------------------------------------------- | -------------------------------------------------------------- | -------------------------------------------------------------- | -------------------------------------------------------------- |
| 1                                                              | Vocal (Hát)                                                    | "Nghe nói anh sắp kết hôn" & "Mong cho anh" (Hứa Kim Tuyền, Vũ Cát Tường) | Phương Vy                                                      | 1300                                                           | 1300                                                           | Thua                                                           | Thua                                                           | Thua                                                           |
| 1                                                              | Vocal (Hát)                                                    | "Nghe nói anh sắp kết hôn" & "Mong cho anh" (Hứa Kim Tuyền, Vũ Cát Tường) | Thiều Bảo Trâm                                                 | 1300                                                           | 1300                                                           | Thua                                                           | Thua                                                           | Thua                                                           |
| 1                                                              | Vocal (Hát)                                                    | "Nghe nói anh sắp kết hôn" & "Mong cho anh" (Hứa Kim Tuyền, Vũ Cát Tường) | Kiều Anh                                                       | 1300                                                           | 1300                                                           | Thua                                                           | Thua                                                           | Thua                                                           |
| 2                                                              | Vocal (Hát)                                                    | "Nước mắt em lau bằng tình yêu mới" (Da LAB, Jardin)                      | Tóc Tiên                                                       | 2200                                                           | 2200                                                           | Thắng                                                          | Thắng                                                          | Thắng                                                          |
| 2                                                              | Vocal (Hát)                                                    | "Nước mắt em lau bằng tình yêu mới" (Da LAB, Jardin)                      | Giang Hồng Ngọc                                                | 2200                                                           | 2200                                                           | Thắng                                                          | Thắng                                                          | Thắng                                                          |
| 2                                                              | Vocal (Hát)                                                    | "Nước mắt em lau bằng tình yêu mới" (Da LAB, Jardin)                      | Châu Tuyết Vân                                                 | 2200                                                           | 2200                                                           | Thắng                                                          | Thắng                                                          | Thắng                                                          |
| Đường đua tổng lực                                             |                                                                |                                                                           |                                                                |                                                                |                                                                |                                                                |                                                                |                                                                |
| Thứ tự                                                         | Thể loại sân khấu                                              | Bài hát biểu diễn (Tác giả)                                               | Thành viên                                                     | Điểm                                                           | Tổng điểm đường đua                                            | Kết quả đường đua                                              | Điểm hoa sóng cá nhân                                          | Kết quả                                                        |
| Đường đua chị đẹp Mỹ Linh                                      |                                                                |                                                                           |                                                                |                                                                |                                                                |                                                                |                                                                |                                                                |
| 3                                                              | Dance (Vũ đạo)                                                 | "Vườn địa đàng" & "Thiên đường" (Hứa Kim Tuyền, Quốc Bảo, Trang Pháp)     | Mỹ Linh                                                        | 2400                                                           | 3700                                                           | _                                                              | _                                                              | _                                                              |
| 3                                                              | Dance (Vũ đạo)                                                 | "Vườn địa đàng" & "Thiên đường" (Hứa Kim Tuyền, Quốc Bảo, Trang Pháp)     | Phương Vy                                                      | 2400                                                           | 3700                                                           | _                                                              | _                                                              | _                                                              |
| 3                                                              | Dance (Vũ đạo)                                                 | "Vườn địa đàng" & "Thiên đường" (Hứa Kim Tuyền, Quốc Bảo, Trang Pháp)     | Lynk Lee                                                       | 2400                                                           | 3700                                                           | _                                                              | _                                                              | _                                                              |
| 3                                                              | Dance (Vũ đạo)                                                 | "Vườn địa đàng" & "Thiên đường" (Hứa Kim Tuyền, Quốc Bảo, Trang Pháp)     | Trang Pháp                                                     | 2400                                                           | 3700                                                           | _                                                              | _                                                              | _                                                              |
| 4                                                              | Show (Sáng tạo với đạo cụ)                                     | "Mộng hóa" (Harosé, Oney, Maxnet, TDK, Baro)                              | Minh Tuyết                                                     | 3040                                                           | 5240                                                           | Thử thách đường đua thành công                                 | 380                                                            | Thăng cấp                                                      |
| 4                                                              | Show (Sáng tạo với đạo cụ)                                     | "Mộng hóa" (Harosé, Oney, Maxnet, TDK, Baro)                              | Minh Hằng                                                      | 3040                                                           | 5240                                                           | Thử thách đường đua thành công                                 | 500                                                            | Thăng cấp                                                      |
| 4                                                              | Show (Sáng tạo với đạo cụ)                                     | "Mộng hóa" (Harosé, Oney, Maxnet, TDK, Baro)                              | Thảo Trang                                                     | 3040                                                           | 5240                                                           | Thử thách đường đua thành công                                 | 700                                                            | Thăng cấp                                                      |
| 4                                                              | Show (Sáng tạo với đạo cụ)                                     | "Mộng hóa" (Harosé, Oney, Maxnet, TDK, Baro)                              | Tóc Tiên                                                       | 3040                                                           | 5240                                                           | Thử thách đường đua thành công                                 | 730                                                            | Thăng cấp                                                      |
| 4                                                              | Show (Sáng tạo với đạo cụ)                                     | "Mộng hóa" (Harosé, Oney, Maxnet, TDK, Baro)                              | Tuimi                                                          | 3040                                                           | 5240                                                           | Thử thách đường đua thành công                                 | 250                                                            | Thăng cấp                                                      |
| 4                                                              | Show (Sáng tạo với đạo cụ)                                     | "Mộng hóa" (Harosé, Oney, Maxnet, TDK, Baro)                              | Ngọc Phước                                                     | 3040                                                           | 5240                                                           | Thử thách đường đua thành công                                 | 310                                                            | Thăng cấp                                                      |
| 5                                                              | Vocal (Hát)                                                    | "Đợi bàn" (Delight, Lam Thảo, Khải, TDK, NewL, Quân Vương)                | Phạm Quỳnh Anh                                                 | 2690                                                           | 3990                                                           | Thử thách đường đua thành công                                 | 480                                                            | Thăng cấp                                                      |
| 5                                                              | Vocal (Hát)                                                    | "Đợi bàn" (Delight, Lam Thảo, Khải, TDK, NewL, Quân Vương)                | Ngọc Thanh Tâm                                                 | 2690                                                           | 3990                                                           | Thử thách đường đua thành công                                 | 350                                                            | Thăng cấp                                                      |
| 5                                                              | Vocal (Hát)                                                    | "Đợi bàn" (Delight, Lam Thảo, Khải, TDK, NewL, Quân Vương)                | Xuân Nghi                                                      | 2690                                                           | 3990                                                           | Thử thách đường đua thành công                                 | 290                                                            | Thăng cấp                                                      |
| 5                                                              | Vocal (Hát)                                                    | "Đợi bàn" (Delight, Lam Thảo, Khải, TDK, NewL, Quân Vương)                | Kiều Anh                                                       | 2690                                                           | 3990                                                           | Thử thách đường đua thành công                                 | 480                                                            | Thăng cấp                                                      |
| 5                                                              | Vocal (Hát)                                                    | "Đợi bàn" (Delight, Lam Thảo, Khải, TDK, NewL, Quân Vương)                | Hoàng Yến Chibi                                                | 2690                                                           | 3990                                                           | Thử thách đường đua thành công                                 | 580                                                            | Thăng cấp                                                      |
| Tập 11 – Vòng công diễn thứ tư – Phần 2 (28 tháng 12 năm 2024) |                                                                |                                                                           |                                                                |                                                                |                                                                |                                                                |                                                                |                                                                |
| Đường đua chị đẹp Thu Phương                                   |                                                                |                                                                           |                                                                |                                                                |                                                                |                                                                |                                                                |                                                                |
| 6                                                              | Dance (Vũ đạo)                                                 | "Bao giờ em biết" (Tường Văn, Jardin)                                     | Thu Phương                                                     | 2500                                                           | 4700                                                           | _                                                              | _                                                              | _                                                              |
| 6                                                              | Dance (Vũ đạo)                                                 | "Bao giờ em biết" (Tường Văn, Jardin)                                     | Diệp Lâm Anh                                                   | 2500                                                           | 4700                                                           | _                                                              | _                                                              | _                                                              |
| 6                                                              | Dance (Vũ đạo)                                                 | "Bao giờ em biết" (Tường Văn, Jardin)                                     | Huyền Baby                                                     | 2500                                                           | 4700                                                           | _                                                              | _                                                              | _                                                              |
| 6                                                              | Dance (Vũ đạo)                                                 | "Bao giờ em biết" (Tường Văn, Jardin)                                     | Giang Hồng Ngọc                                                | 2500                                                           | 4700                                                           | _                                                              | _                                                              | _                                                              |
| 7                                                              | Dance (Vũ đạo)                                                 | "Lướt sóng" (Maxnet, MiQ, Ánh Sáng AZA, TDK, Jase)                        | Vũ Ngọc Anh                                                    | 3030                                                           | 4330                                                           | Thử thách đường đua không thành công                           | 80                                                             | Bị loại                                                        |
| 7                                                              | Dance (Vũ đạo)                                                 | "Lướt sóng" (Maxnet, MiQ, Ánh Sáng AZA, TDK, Jase)                        | Dương Hoàng Yến                                                | 3030                                                           | 4330                                                           | Thử thách đường đua không thành công                           | 530                                                            | Thăng cấp                                                      |
| 7                                                              | Dance (Vũ đạo)                                                 | "Lướt sóng" (Maxnet, MiQ, Ánh Sáng AZA, TDK, Jase)                        | Gil Lê                                                         | 3030                                                           | 4330                                                           | Thử thách đường đua không thành công                           | 610                                                            | Thăng cấp                                                      |
| 7                                                              | Dance (Vũ đạo)                                                 | "Lướt sóng" (Maxnet, MiQ, Ánh Sáng AZA, TDK, Jase)                        | Thiều Bảo Trâm                                                 | 3030                                                           | 4330                                                           | Thử thách đường đua không thành công                           | 750                                                            | Thăng cấp                                                      |
| 7                                                              | Dance (Vũ đạo)                                                 | "Lướt sóng" (Maxnet, MiQ, Ánh Sáng AZA, TDK, Jase)                        | Mie                                                            | 3030                                                           | 4330                                                           | Thử thách đường đua không thành công                           | 1210                                                           | Thăng cấp                                                      |
| 8                                                              | Performance (Trình diễn)                                       | "Vận may" (Harosé, Thúy Đạt, MiQ, TDK, Lê Văn Khánh Hưng)                 | Phương Thanh                                                   | 2480                                                           | 4680                                                           | Thử thách đường đua không thành công                           | 250                                                            | Thăng cấp                                                      |
| 8                                                              | Performance (Trình diễn)                                       | "Vận may" (Harosé, Thúy Đạt, MiQ, TDK, Lê Văn Khánh Hưng)                 | Bùi Lan Hương                                                  | 2480                                                           | 4680                                                           | Thử thách đường đua không thành công                           | 700                                                            | Thăng cấp                                                      |
| 8                                                              | Performance (Trình diễn)                                       | "Vận may" (Harosé, Thúy Đạt, MiQ, TDK, Lê Văn Khánh Hưng)                 | Châu Tuyết Vân                                                 | 2480                                                           | 4680                                                           | Thử thách đường đua không thành công                           | 100                                                            | Bị loại                                                        |
| 8                                                              | Performance (Trình diễn)                                       | "Vận may" (Harosé, Thúy Đạt, MiQ, TDK, Lê Văn Khánh Hưng)                 | Maitinhvi                                                      | 2480                                                           | 4680                                                           | Thử thách đường đua không thành công                           | 60                                                             | Bị loại                                                        |
| 8                                                              | Performance (Trình diễn)                                       | "Vận may" (Harosé, Thúy Đạt, MiQ, TDK, Lê Văn Khánh Hưng)                 | Hậu Hoàng                                                      | 2480                                                           | 4680                                                           | Thử thách đường đua không thành công                           | 210                                                            | Bị loại                                                        |
| 8                                                              | Performance (Trình diễn)                                       | "Vận may" (Harosé, Thúy Đạt, MiQ, TDK, Lê Văn Khánh Hưng)                 | MisThy                                                         | 2480                                                           | 4680                                                           | Thử thách đường đua không thành công                           | 950                                                            | Thăng cấp                                                      |

- Chị đẹp là trưởng nhóm của phần trình diễn.
- Chị đẹp mùa 1.

### Vòng công diễn 5: The Silence in the Storm – Tâm bão
Trước khi bắt đầu vòng công diễn 5, các chị đẹp tiến hành lập đội với ba đội hình khác nhau, mỗi đội gồm sáu thành viên; tất cả các đội ở công diễn trước giải tán và trở lại làm thành viên tự do, ngoại trừ Tóc Tiên và Kiều Anh tiếp tục giữ vai trò trưởng nhóm do đã giành chiến thắng ở vòng trước. Sau đó, Mie được lựa chọn làm trưởng nhóm mới nhờ có điểm hoa sóng cao nhất trên bảng điểm hoa sóng cá nhân. Từ vòng này, hai chị đẹp Thu Phương và Mỹ Linh không còn tham gia trình diễn mà đóng vai trò chủ sở hữu đường đua tăng tốc về đích cho các chị đẹp. Việc thành lập đội hình cho công diễn 5 được tiến hành như sau:
1. Đầu tiên, trưởng nhóm (bắt đầu từ người có điểm hoa sóng cá nhân cao nhất) công khai lựa chọn một thành viên vào đội, người này đóng vai trò là "quân sư" để bàn bạc và thảo luận chiến thuật với trưởng nhóm. Thành viên được chọn làm quân sư bắt buộc vào đội mà không được phép từ chối.
2. Tiếp theo, trưởng nhóm và "quân sư" có 15 phút để đi thăm dò xem các chị đẹp có ý định về với đội mình hay không.
3. Kết thúc thăm dò, trưởng nhóm và "quân sư" bắt đầu công khai chiêu mộ các thành viên. Cặp trưởng nhóm và "quân sư" có trung bình điểm hoa sóng cá nhân cao nhất có quyền chiêu mộ thành viên trước. Trường hợp thành viên tự do mà mình mong muốn chiêu mộ được đội khác gọi tên, trưởng nhóm có thể sử dụng quy tắc "bắt hoa" bằng cách đưa hoa đỏ rồi dùng khẩu lệnh "bắt hoa" để cướp thành viên đó về với đội của mình; thành viên được cướp không được phép từ chối. Mỗi đội chỉ được phép sử dụng quy tắc "bắt hoa" một lần duy nhất để cướp thành viên.

Trong đêm công diễn 5, cả ba đội trình diễn cả ba tiết mục thuộc ba thể loại sân khấu khác nhau. Có tổng cộng chín bài hát được chia đều vào ba loại đường đua, gồm đường đua cấp bậc, đường đua 2–1 và đường đua đội trưởng; trong đó có sáu bài hát thuộc hai thể loại sân khấu được kết hợp với nhau, ba bài hát còn lại do các trưởng nhóm của mỗi đội tự chọn.
Với đường đua cấp bậc và đường đua 2–1, quy trình lựa chọn bài hát được triển khai theo hình thức trò chơi "cắm hoa" như sau:
1. Đầu tiên, mỗi đội phân chia đội hình tham gia trò chơi "cắm hoa". Các trưởng nhóm và "quân sư" nhận các bảng tên bài hát và trở về phòng hội ngộ, trong khi những thành viên còn lại trở về phòng tập luyện, nơi chứa các bảng tên bài hát tương tự.
2. Sau đó, cả ba đội tham gia chơi trò chơi "cắm hoa" theo hai lượt. Chương trình phát nhạc dạo (demo) ba bài hát của hai thể loại sân khấu kết hợp với nhau (dance – show và vocal – performance) để tất cả các phòng được nghe cùng một lúc. Sau khi kết thúc cả ba đoạn nhạc, mỗi đội có mười phút ngồi tại chỗ để thảo luận về bài hát mà mình mong muốn trình diễn. Khi có hiệu lệnh, các thành viên ở phòng tập luyện và ba trưởng nhóm cùng lúc cắm bảng tên bài hát vào vị trí cắm hoa; nếu các thành viên và trưởng nhóm chọn cùng một bài hát thì việc lựa chọn bài hát được tính là thành công. Khi hai trên ba bài hát đã được các đội lựa chọn thành công thì bài hát còn lại mặc định thuộc về đội còn lại.

Sau khi các đội đã có đủ hai bài hát ở các đường đua đầu, từng đội phải chọn một trong hai bài hát ở đường đua đội trưởng, với một bài được phối lại theo phong cách world music (nhạc mang âm hưởng của một quốc gia trên thế giới theo nền bài đã có sẵn) và bài còn lại mang màu sắc âm nhạc Việt Nam. Với đường đua đội trưởng, các trưởng nhóm được trình diễn solo cuối cùng và có đi kèm thử thách với nhạc cụ; bài hát và thể loại sân khấu được quyết định thông qua thảo luận của trưởng nhóm với giám đốc âm nhạc Hứa Kim Tuyền.
Trước khi các đội trình diễn trên sân khấu, một phần khảo sát tiến độ luyện tập được diễn ra với sự góp mặt của hai chị đẹp Thu Phương và Mỹ Linh, cùng với hai cố vấn chuyên môn trở lại từ mùa trước là Trần Hồng Hà và Trần Thành Trung. Sau phần khảo sát, các đội được nghe đánh giá và góp ý của các cố vấn, từ đó cho điểm để xác định thứ tự lựa chọn thứ tự biểu diễn của các đội. Ngoài ra, mỗi đội có thêm một đặc quyền trên sân khấu, đó là được phép mời nghệ sĩ khách mời hỗ trợ cho tiết mục của họ.  
Quy tắc thi đấu cho công diễn 5 được triển khai như sau: 
1. Đầu tiên, cả ba đội tham gia thi đấu ở đường đua cấp bậc do chị đẹp Mỹ Linh làm chủ. Khán giả tham gia bình chọn sau mỗi tiết mục được hoàn thành và đội có điểm hoa sóng tiết mục cao nhất trong cả ba tiết mục có được một bông hoa đạp gió, tương ứng với một suất ra mắt trong nhóm nhạc thành đoàn.
2. Tiếp theo, cả ba đội thi đấu ở đường đua 2–1 của chị đẹp Thu Phương, tức là thi đấu theo hình thức 2 đấu 1. Theo đó, hai đội đầu tiên trình diễn trước dưới tư cách là đội tấn công, đội còn lại thi đấu sau cùng dưới tư cách là đội phòng ngự. Khán giả bình chọn trực tiếp cho tiết mục sau khi tiết mục kết thúc; nếu đội phòng ngự thắng thì đội đó có được hai bông hoa đạp gió (tương ứng với hai suất ra mắt trong nhóm nhạc thành đoàn), còn nếu một trong hai đội tấn công hoặc cả hai đội tấn công thắng thì mỗi đội tấn công có được một bông hoa đạp gió (tương ứng với một suất ra mắt trong nhóm nhạc thành đoàn).
3. Cuối cùng, ba trưởng nhóm Tóc Tiên, Kiều Anh và Mie tham gia trình diễn solo ở đường đua đội trưởng. Thứ tự biểu diễn của vòng đấu này được quyết định dựa trên tổng điểm của hai đường đua trước của cả ba đội. Số điểm của mỗi tiết mục trong đường đua này được cộng vào tổng điểm của hai đường đua trước đó để tạo thành tổng điểm chung cuộc của cả ba đội sau công diễn. Vào cuối đêm diễn, khán giả bình chọn cho ba chị đẹp (trừ hai chị đẹp mùa 1) mà mình yêu thích nhất thông qua điểm hoa sóng cá nhân.

Tổng hợp kết quả bình chọn của khán giả và tổng điểm chung cuộc của các đội, hai đội có tổng điểm cao nhất sau công diễn 5 được vào thẳng vòng chung kết, đội còn lại rơi vào vòng nguy hiểm và phải đối mặt với nguy cơ loại thành viên. Kết thúc vòng công diễn 5, Gil Lê là chị đẹp duy nhất phải chia tay với chương trình.
| Tập 12 – Vòng công diễn thứ năm – Phần 1 (4 tháng 1 năm 2025)  | Tập 12 – Vòng công diễn thứ năm – Phần 1 (4 tháng 1 năm 2025) | Tập 12 – Vòng công diễn thứ năm – Phần 1 (4 tháng 1 năm 2025)                                                      | Tập 12 – Vòng công diễn thứ năm – Phần 1 (4 tháng 1 năm 2025) | Tập 12 – Vòng công diễn thứ năm – Phần 1 (4 tháng 1 năm 2025) | Tập 12 – Vòng công diễn thứ năm – Phần 1 (4 tháng 1 năm 2025) | Tập 12 – Vòng công diễn thứ năm – Phần 1 (4 tháng 1 năm 2025) |
| Đường đua cấp bậc                                              | Đường đua cấp bậc                                             | Đường đua cấp bậc                                                                                                  | Đường đua cấp bậc                                             | Đường đua cấp bậc                                             | Đường đua cấp bậc                                             | Đường đua cấp bậc                                             |
| Thứ tự                                                         | Thể loại sân khấu                                             | Bài hát biểu diễn (Tác giả)                                                                                        | Thành viên                                                    | Điểm                                                          | Điểm hoa sóng cá nhân                                         | Kết quả                                                       |
| -------------------------------------------------------------- | ------------------------------------------------------------- | --- | ------------------------------------------------------------- | ------------------------------------------------------------- | ------------------------------------------------------------- | ------------------------------------------------------------- |
| 1                                                              | Vocal – Performance (Hát – Trình diễn)                        | "Từ chối nhẹ nhàng thôi" (Tiên Cookie, Phạm Thanh Hà, Jardin, Bùi Lan Hương)                                       | Phạm Quỳnh Anh                                                | 3160                                                          | —                                                             | Thăng cấp                                                     |
| 1                                                              | Vocal – Performance (Hát – Trình diễn)                        | "Từ chối nhẹ nhàng thôi" (Tiên Cookie, Phạm Thanh Hà, Jardin, Bùi Lan Hương)                                       | Minh Hằng                                                     | 3160                                                          | —                                                             | Thăng cấp                                                     |
| 1                                                              | Vocal – Performance (Hát – Trình diễn)                        | "Từ chối nhẹ nhàng thôi" (Tiên Cookie, Phạm Thanh Hà, Jardin, Bùi Lan Hương)                                       | Tóc Tiên                                                      | 3160                                                          | 880                                                           | Thăng cấp                                                     |
| 1                                                              | Vocal – Performance (Hát – Trình diễn)                        | "Từ chối nhẹ nhàng thôi" (Tiên Cookie, Phạm Thanh Hà, Jardin, Bùi Lan Hương)                                       | Bùi Lan Hương                                                 | 3160                                                          | 440                                                           | Thăng cấp                                                     |
| 1                                                              | Vocal – Performance (Hát – Trình diễn)                        | "Từ chối nhẹ nhàng thôi" (Tiên Cookie, Phạm Thanh Hà, Jardin, Bùi Lan Hương)                                       | Dương Hoàng Yến                                               | 3160                                                          | —                                                             | Thăng cấp                                                     |
| 1                                                              | Vocal – Performance (Hát – Trình diễn)                        | "Từ chối nhẹ nhàng thôi" (Tiên Cookie, Phạm Thanh Hà, Jardin, Bùi Lan Hương)                                       | MisThy                                                        | 3160                                                          | 870                                                           | Thăng cấp                                                     |
| 2                                                              | Vocal – Performance (Hát – Trình diễn)                        | "Don't You Go" (Vũ Cát Tường)                                                                                      | Phương Thanh                                                  | 2710                                                          | —                                                             | Thăng cấp                                                     |
| 2                                                              | Vocal – Performance (Hát – Trình diễn)                        | "Don't You Go" (Vũ Cát Tường)                                                                                      | Tuimi                                                         | 2710                                                          | —                                                             | Thăng cấp                                                     |
| 2                                                              | Vocal – Performance (Hát – Trình diễn)                        | "Don't You Go" (Vũ Cát Tường)                                                                                      | Xuân Nghi                                                     | 2710                                                          | —                                                             | Thăng cấp                                                     |
| 3                                                              | Dance – Show (Vũ đạo – Sáng tạo với đạo cụ)                   | "In the Dark" (Đạt Từ (Fueled by Boba), Tuệ Huỳnh (Fueled by Boba), Tia Hải Châu, Táo, Ái Phương, Hoàng Yến Chibi) | Thảo Trang                                                    | 2620                                                          | —                                                             | Thăng cấp                                                     |
| 3                                                              | Dance – Show (Vũ đạo – Sáng tạo với đạo cụ)                   | "In the Dark" (Đạt Từ (Fueled by Boba), Tuệ Huỳnh (Fueled by Boba), Tia Hải Châu, Táo, Ái Phương, Hoàng Yến Chibi) | Ngọc Phước                                                    | 2620                                                          | —                                                             | Thăng cấp                                                     |
| 3                                                              | Dance – Show (Vũ đạo – Sáng tạo với đạo cụ)                   | "In the Dark" (Đạt Từ (Fueled by Boba), Tuệ Huỳnh (Fueled by Boba), Tia Hải Châu, Táo, Ái Phương, Hoàng Yến Chibi) | Hoàng Yến Chibi                                               | 2620                                                          | —                                                             | Thăng cấp                                                     |
| Đường đua 2–1 (2 đấu 1)                                        |                                                               | |                                                               |                                                               |                                                               |                                                               |
| Thứ tự                                                         | Thể loại sân khấu                                             | Bài hát biểu diễn (Tác giả)                                                                                        | Thành viên                                                    | Điểm                                                          | Điểm hoa sóng cá nhân                                         | Kết quả                                                       |
| 1                                                              | Dance – Show (Vũ đạo – Sáng tạo với đạo cụ)                   | "Ngày không anh" (Lưu Thiên Hương, Huy Đinh, Jardin)                                                               | Phạm Quỳnh Anh                                                | 3020                                                          | 110                                                           | Thăng cấp                                                     |
| 1                                                              | Dance – Show (Vũ đạo – Sáng tạo với đạo cụ)                   | "Ngày không anh" (Lưu Thiên Hương, Huy Đinh, Jardin)                                                               | Minh Hằng                                                     | 3020                                                          | 690                                                           | Thăng cấp                                                     |
| 1                                                              | Dance – Show (Vũ đạo – Sáng tạo với đạo cụ)                   | "Ngày không anh" (Lưu Thiên Hương, Huy Đinh, Jardin)                                                               | Dương Hoàng Yến                                               | 3020                                                          | 310                                                           | Thăng cấp                                                     |
| 2                                                              | Dance – Show (Vũ đạo – Sáng tạo với đạo cụ)                   | "Em không thể" (Tiên Tiên, Thanh Hải, Trần Tám)                                                                    | Phương Thanh                                                  | 2800                                                          | 160                                                           | Thăng cấp                                                     |
| 2                                                              | Dance – Show (Vũ đạo – Sáng tạo với đạo cụ)                   | "Em không thể" (Tiên Tiên, Thanh Hải, Trần Tám)                                                                    | Ngọc Thanh Tâm                                                | 2800                                                          | 120                                                           | Thăng cấp                                                     |
| 2                                                              | Dance – Show (Vũ đạo – Sáng tạo với đạo cụ)                   | "Em không thể" (Tiên Tiên, Thanh Hải, Trần Tám)                                                                    | Tuimi                                                         | 2800                                                          | 540                                                           | Thăng cấp                                                     |
| 2                                                              | Dance – Show (Vũ đạo – Sáng tạo với đạo cụ)                   | "Em không thể" (Tiên Tiên, Thanh Hải, Trần Tám)                                                                    | Xuân Nghi                                                     | 2800                                                          | 630                                                           | Thăng cấp                                                     |
| 2                                                              | Dance – Show (Vũ đạo – Sáng tạo với đạo cụ)                   | "Em không thể" (Tiên Tiên, Thanh Hải, Trần Tám)                                                                    | Thiều Bảo Trâm                                                | 2800                                                          | 370                                                           | Thăng cấp                                                     |
| 2                                                              | Dance – Show (Vũ đạo – Sáng tạo với đạo cụ)                   | "Em không thể" (Tiên Tiên, Thanh Hải, Trần Tám)                                                                    | Kiều Anh                                                      | 2800                                                          | 910                                                           | Thăng cấp                                                     |
| 3                                                              | Vocal – Performance (Hát – Trình diễn)                        | "Gone Gone Gone" (Trang Pháp, Jardin)                                                                              | Minh Tuyết                                                    | 2870                                                          | 740                                                           | Thăng cấp                                                     |
| 3                                                              | Vocal – Performance (Hát – Trình diễn)                        | "Gone Gone Gone" (Trang Pháp, Jardin)                                                                              | Thảo Trang                                                    | 2870                                                          | 350                                                           | Thăng cấp                                                     |
| 3                                                              | Vocal – Performance (Hát – Trình diễn)                        | "Gone Gone Gone" (Trang Pháp, Jardin)                                                                              | Gil Lê                                                        | 2870                                                          | 330                                                           | Bị loại                                                       |
| 3                                                              | Vocal – Performance (Hát – Trình diễn)                        | "Gone Gone Gone" (Trang Pháp, Jardin)                                                                              | Mie                                                           | 2870                                                          | 1910                                                          | Thăng cấp                                                     |
| 3                                                              | Vocal – Performance (Hát – Trình diễn)                        | "Gone Gone Gone" (Trang Pháp, Jardin)                                                                              | Ngọc Phước                                                    | 2870                                                          | 430                                                           | Thăng cấp                                                     |
| 3                                                              | Vocal – Performance (Hát – Trình diễn)                        | "Gone Gone Gone" (Trang Pháp, Jardin)                                                                              | Hoàng Yến Chibi                                               | 2870                                                          | 710                                                           | Thăng cấp                                                     |
| Tập 13 – Vòng công diễn thứ năm – Phần 2 (11 tháng 1 năm 2025) |                                                               | |                                                               |                                                               |                                                               |                                                               |
| Đường đua đội trưởng                                           |                                                               | |                                                               |                                                               |                                                               |                                                               |
| Thứ tự                                                         | Thể loại sân khấu                                             | Bài hát biểu diễn (Tác giả)                                                                                        | Thành viên                                                    | Điểm                                                          | Tổng điểm chung cuộc                                          | Tổng điểm chung cuộc                                          |
| 1                                                              | Solo                                                          | "Đậm đà" (Mew Amazing, Monotape)                                                                                   | Tóc Tiên                                                      | 2880                                                          | 9060                                                          | 9060                                                          |
| 2                                                              | Solo                                                          | "Phong nữ" & "Cô đôi thượng ngàn" (Hồ Hoài Anh, Khánh Ly, Chầu văn cổ, DuongK)                                     | Kiều Anh                                                      | 2920                                                          | 8430                                                          | 8430                                                          |
| 3                                                              | Solo                                                          | "Đi giữa trời rực rỡ" (Ngô Lan Hương, Nguyễn Hoàng Mỹ Ngọc)                                                        | Mie                                                           | 2930                                                          | 8420                                                          | 8420                                                          |

- Đội chiến thắng từng tiết mục nhận được bông hoa đạp gió.

### Chung kết: Transform to Shine – Chuyển mình rực rỡ
Ở đêm chung kết, không có sự thay đổi về đội hình (ngoại trừ việc đội của Mie thay đổi vị trí trưởng nhóm sang Minh Tuyết vì đã thất bại trong công diễn trước), các đội bước vào hai vòng đấu với hai thể loại sân khấu kết hợp khác nhau:
1. Ở vòng thứ nhất, mỗi đội tự do lựa chọn thành viên để trình diễn tiết mục vocal – performance. Đội giành chiến thắng trong vòng đấu này giành được một bông hoa đạp gió (tương ứng với một suất thành đoàn).
2. Sang vòng thứ hai, tất cả các thành viên của các đội tham gia trình diễn tiết mục dance – performance. Khán giả bình chọn sau khi hoàn thành cả ba tiết mục và kết quả được công bố ngay sau đó. Hai đội giành chiến thắng trong vòng đấu này giành được một bông hoa đạp gió cho mỗi đội (tương ứng với một suất thành đoàn).

Căn cứ theo số suất ra mắt từng đội giành được qua hai vòng thi và điểm hoa sóng cá nhân tổng hợp, sáu chị đẹp đầu tiên trong đội hình nhóm nhạc "Hoa đạp gió" được xác định. Bên cạnh đó, hai chị đẹp có điểm hoa sóng cá nhân tổng hợp cao nhất trong số các chị đẹp còn lại cùng với hai chị đẹp đã giành hai giải thưởng đặc biệt do khán giả bình chọn (gồm Chị đẹp được yêu thích nhất và Đội trưởng được yêu thích nhất) giành được bốn suất ra mắt cuối cùng, tạo thành đội hình đầy đủ mười thành viên. Theo hình thức này, mười chị đẹp được lựa chọn để trở thành thành viên của nhóm nhạc "Hoa đạp gió" bao gồm Minh Tuyết, Minh Hằng, Tóc Tiên, Bùi Lan Hương, Dương Hoàng Yến, Xuân Nghi, Thiều Bảo Trâm, Kiều Anh, Mie và MisThy, với Tóc Tiên là đội trưởng của nhóm nhạc "Hoa đạp gió".
Vòng chung kết được chia làm hai đêm diễn, được phát sóng trong hai tập 14 và 15:
- Tập 14 – Chung kết: Trình diễn các bài hát của hai vòng đấu. Các chị đẹp đã bị loại trong chương trình cũng xuất hiện để trình diễn các tiết mục đặc biệt.
- Tập 15 – Gala trao giải: Tiến hành tổ chức đêm gala trao giải và công bố kết quả chung cuộc, với nhóm Sx7 và Đông Nhi là các nghệ sĩ khách mời tham gia trình diễn trong tập này. Ngoài ra, tất cả các chị đẹp đều trình diễn ca khúc chủ đề thứ hai "Khi màn đêm rực sáng" để tổng kết và khép lại mùa thứ hai của chương trình.

Trong số mười thành viên của đội hình nhóm nhạc "Hoa đạp gió", Tóc Tiên có điểm hoa sóng cá nhân chung kết cao nhất (1320 điểm) nên cô cũng được nhận thêm giải thưởng Chị đẹp đạp gió. Bên cạnh đó, còn có những giải thưởng cá nhân dành cho các chị đẹp xuất sắc nhất trong chương trình, được chia làm hai hạng mục khác nhau. Các giải thưởng do ban tổ chức trao tặng bao gồm:
- Chị đẹp bứt phá giới hạn, dành cho Phương Thanh.
- Chị đẹp chuyển mình rực rỡ, dành cho Phạm Quỳnh Anh.
- Chị đẹp bền bỉ, dành cho Ngọc Thanh Tâm.
- Chị đẹp tỏa sáng, dành cho Thảo Trang.
- Queen of X-Part, dành cho Tuimi.
- Chị đẹp kết nối, dành cho Ngọc Phước.
- Đội trưởng đạp gió, dành cho Tóc Tiên.

Các giải thưởng phụ khác cũng được tổng kết dựa vào kết quả bình chọn của khán giả trên nền tảng Yvote và được trao giải tại đêm gala trao giải của chương trình, bao gồm:
- Chị đẹp được yêu thích nhất, dành cho Minh Hằng.
- Đội trưởng được yêu thích nhất, dành cho Kiều Anh.
- Chị đẹp truyền cảm hứng, dành cho Ái Phương.
- Chị đẹp năng lượng, dành cho MisThy.
- Nữ thần giải trí, dành cho Đồng Ánh Quỳnh.
- Chị đẹp có màn trình diễn vocal nổi bật, dành cho Bùi Lan Hương.
- Chị đẹp có màn trình diễn performance nổi bật, dành cho Thu Ngọc.
- Chị đẹp có màn trình diễn dance nổi bật, dành cho Maitinhvi.
- Chị đẹp có màn trình diễn show nổi bật, dành cho Châu Tuyết Vân.

| Tập 14 – Chung kết (18 tháng 1 năm 2025)                                                                   | Tập 14 – Chung kết (18 tháng 1 năm 2025)                                                                   | Tập 14 – Chung kết (18 tháng 1 năm 2025) | Tập 14 – Chung kết (18 tháng 1 năm 2025)                            | Tập 14 – Chung kết (18 tháng 1 năm 2025)                            | Tập 14 – Chung kết (18 tháng 1 năm 2025)                            |
| Tiết mục đặc biệt                                                                                          | Tiết mục đặc biệt                                                                                          | Tiết mục đặc biệt | Tiết mục đặc biệt                                                   | Tiết mục đặc biệt                                                   | Tiết mục đặc biệt                                                   |
| Bài hát biểu diễn (Tác giả)                                                                                | Bài hát biểu diễn (Tác giả)                                                                                | Bài hát biểu diễn (Tác giả) | Nghệ sĩ biểu diễn                                                   | Nghệ sĩ biểu diễn                                                   | Nghệ sĩ biểu diễn                                                   |
| --- | --- | --- | ------------------------------------------------------------------- | ------------------------------------------------------------------- | ------------------------------------------------------------------- |
| "Girls Supporting Girls" (Huy Đinh, Tulic, Soulber)                                                        | "Girls Supporting Girls" (Huy Đinh, Tulic, Soulber)                                                        | "Girls Supporting Girls" (Huy Đinh, Tulic, Soulber) | Thu Ngọc, Vũ Ngọc Anh, Châu Tuyết Vân, Hạnh Sino, Gil Lê, Hậu Hoàng | Thu Ngọc, Vũ Ngọc Anh, Châu Tuyết Vân, Hạnh Sino, Gil Lê, Hậu Hoàng | Thu Ngọc, Vũ Ngọc Anh, Châu Tuyết Vân, Hạnh Sino, Gil Lê, Hậu Hoàng |
| Vòng đấu thứ nhất: Vocal – Performance                                                                     | | |                                                                     |                                                                     |                                                                     |
| Thứ tự | Thể loại sân khấu                                                                                          | Bài hát biểu diễn (Tác giả) | Thành viên                                                          | Điểm                                                                | Điểm                                                                |
| 1 | Vocal – Performance (Hát – Trình diễn)                                                                     | "Một ngày hay trăm năm" (Hứa Kim Tuyền, Bùi Lan Hương) | Phạm Quỳnh Anh                                                      | 3070                                                                | 3070                                                                |
| 1 | Vocal – Performance (Hát – Trình diễn)                                                                     | "Một ngày hay trăm năm" (Hứa Kim Tuyền, Bùi Lan Hương) | Minh Hằng                                                           | 3070                                                                | 3070                                                                |
| 1 | Vocal – Performance (Hát – Trình diễn)                                                                     | "Một ngày hay trăm năm" (Hứa Kim Tuyền, Bùi Lan Hương) | Bùi Lan Hương                                                       | 3070                                                                | 3070                                                                |
| 1 | Vocal – Performance (Hát – Trình diễn)                                                                     | "Một ngày hay trăm năm" (Hứa Kim Tuyền, Bùi Lan Hương) | Dương Hoàng Yến                                                     | 3070                                                                | 3070                                                                |
| 2 | Vocal – Performance (Hát – Trình diễn)                                                                     | "Thanh xuân (Hồi đáp)" (Da LAB, Tuimi, Xuân Nghi) | Tuimi                                                               | 2300                                                                | 2300                                                                |
| 2 | Vocal – Performance (Hát – Trình diễn)                                                                     | "Thanh xuân (Hồi đáp)" (Da LAB, Tuimi, Xuân Nghi) | Xuân Nghi                                                           | 2300                                                                | 2300                                                                |
| 2 | Vocal – Performance (Hát – Trình diễn)                                                                     | "Thanh xuân (Hồi đáp)" (Da LAB, Tuimi, Xuân Nghi) | Thiều Bảo Trâm                                                      | 2300                                                                | 2300                                                                |
| 2 | Vocal – Performance (Hát – Trình diễn)                                                                     | "Thanh xuân (Hồi đáp)" (Da LAB, Tuimi, Xuân Nghi) | Kiều Anh                                                            | 2300                                                                | 2300                                                                |
| 3 | Vocal – Performance (Hát – Trình diễn)                                                                     | "Cảm ơn và xin lỗi" & "Cảm ơn tình yêu" (Chillies, Huy Tuấn, Jardin) | Minh Tuyết                                                          | 3130                                                                | 3130                                                                |
| 3 | Vocal – Performance (Hát – Trình diễn)                                                                     | "Cảm ơn và xin lỗi" & "Cảm ơn tình yêu" (Chillies, Huy Tuấn, Jardin) | Thảo Trang                                                          | 3130                                                                | 3130                                                                |
| 3 | Vocal – Performance (Hát – Trình diễn)                                                                     | "Cảm ơn và xin lỗi" & "Cảm ơn tình yêu" (Chillies, Huy Tuấn, Jardin) | Hoàng Yến Chibi                                                     | 3130                                                                | 3130                                                                |
| Tiết mục đặc biệt                                                                                          | | |                                                                     |                                                                     |                                                                     |
| Bài hát biểu diễn (Tác giả)                                                                                | Bài hát biểu diễn (Tác giả)                                                                                | Bài hát biểu diễn (Tác giả) | Nghệ sĩ biểu diễn                                                   | Nghệ sĩ biểu diễn                                                   | Nghệ sĩ biểu diễn                                                   |
| "Cô gái đến từ hôm qua" (Trần Lê Quỳnh)                                                                    | "Cô gái đến từ hôm qua" (Trần Lê Quỳnh)                                                                    | "Cô gái đến từ hôm qua" (Trần Lê Quỳnh) | Ngọc Ánh, Thúy Hiền, Ái Phương, Maitinhvi, Đồng Ánh Quỳnh           | Ngọc Ánh, Thúy Hiền, Ái Phương, Maitinhvi, Đồng Ánh Quỳnh           | Ngọc Ánh, Thúy Hiền, Ái Phương, Maitinhvi, Đồng Ánh Quỳnh           |
| Vòng đấu thứ hai: Dance – Performance                                                                      | | |                                                                     |                                                                     |                                                                     |
| Thứ tự | Thể loại sân khấu                                                                                          | Bài hát biểu diễn (Tác giả) | Thành viên                                                          | Điểm                                                                | Kết quả                                                             |
| 1 | Dance – Performance (Vũ đạo – Trình diễn)                                                                  | "Inh lả ơi" & "Đỉnh nóc kịch trần" (Dân ca Thái, Tuimi, Xuân Nghi, Kiều Anh, Tự Long, DươngK)                                                                                          | Phương Thanh                                                        | 2940                                                                | Không thành công                                                    |
| 1 | Dance – Performance (Vũ đạo – Trình diễn)                                                                  | "Inh lả ơi" & "Đỉnh nóc kịch trần" (Dân ca Thái, Tuimi, Xuân Nghi, Kiều Anh, Tự Long, DươngK)                                                                                          | Ngọc Thanh Tâm                                                      | 2940                                                                | Không thành công                                                    |
| 1 | Dance – Performance (Vũ đạo – Trình diễn)                                                                  | "Inh lả ơi" & "Đỉnh nóc kịch trần" (Dân ca Thái, Tuimi, Xuân Nghi, Kiều Anh, Tự Long, DươngK)                                                                                          | Tuimi                                                               | 2940                                                                | Không thành công                                                    |
| 1 | Dance – Performance (Vũ đạo – Trình diễn)                                                                  | "Inh lả ơi" & "Đỉnh nóc kịch trần" (Dân ca Thái, Tuimi, Xuân Nghi, Kiều Anh, Tự Long, DươngK)                                                                                          | Xuân Nghi                                                           | 2940                                                                | Thành công                                                          |
| 1 | Dance – Performance (Vũ đạo – Trình diễn)                                                                  | "Inh lả ơi" & "Đỉnh nóc kịch trần" (Dân ca Thái, Tuimi, Xuân Nghi, Kiều Anh, Tự Long, DươngK)                                                                                          | Thiều Bảo Trâm                                                      | 2940                                                                | Thành công                                                          |
| 1 | Dance – Performance (Vũ đạo – Trình diễn)                                                                  | "Inh lả ơi" & "Đỉnh nóc kịch trần" (Dân ca Thái, Tuimi, Xuân Nghi, Kiều Anh, Tự Long, DươngK)                                                                                          | Kiều Anh                                                            | 2940                                                                | Thành công                                                          |
| 2 | Dance – Performance (Vũ đạo – Trình diễn)                                                                  | "Giận mà thương" & "Hò hụi Bình Trị Thiên" (Dân ca Nghệ Tĩnh, Dân ca Bình Trị Thiên, Dũng, Hoàng Yến Chibi)                                                                            | Minh Tuyết                                                          | 2950                                                                | Thành công                                                          |
| 2 | Dance – Performance (Vũ đạo – Trình diễn)                                                                  | "Giận mà thương" & "Hò hụi Bình Trị Thiên" (Dân ca Nghệ Tĩnh, Dân ca Bình Trị Thiên, Dũng, Hoàng Yến Chibi)                                                                            | Thảo Trang                                                          | 2950                                                                | Không thành công                                                    |
| 2 | Dance – Performance (Vũ đạo – Trình diễn)                                                                  | "Giận mà thương" & "Hò hụi Bình Trị Thiên" (Dân ca Nghệ Tĩnh, Dân ca Bình Trị Thiên, Dũng, Hoàng Yến Chibi)                                                                            | Mie                                                                 | 2950                                                                | Thành công                                                          |
| 2 | Dance – Performance (Vũ đạo – Trình diễn)                                                                  | "Giận mà thương" & "Hò hụi Bình Trị Thiên" (Dân ca Nghệ Tĩnh, Dân ca Bình Trị Thiên, Dũng, Hoàng Yến Chibi)                                                                            | Ngọc Phước                                                          | 2950                                                                | Không thành công                                                    |
| 2 | Dance – Performance (Vũ đạo – Trình diễn)                                                                  | "Giận mà thương" & "Hò hụi Bình Trị Thiên" (Dân ca Nghệ Tĩnh, Dân ca Bình Trị Thiên, Dũng, Hoàng Yến Chibi)                                                                            | Hoàng Yến Chibi                                                     | 2950                                                                | Không thành công                                                    |
| 3 | Dance – Performance (Vũ đạo – Trình diễn)                                                                  | Hoạt cảnh "Tết "gòy" cưới "luông"": "Ra giêng anh cưới em", "Mùa xuân đầu tiên" & "Rồi tới luôn" (Lư Nhất Vũ, Lê Giang, Tuấn Khanh, Hồ Phi Nal, Phạm Quỳnh Anh, Bùi Lan Hương, Jardin) | Phạm Quỳnh Anh                                                      | 3260                                                                | Không thành công                                                    |
| 3 | Dance – Performance (Vũ đạo – Trình diễn)                                                                  | Hoạt cảnh "Tết "gòy" cưới "luông"": "Ra giêng anh cưới em", "Mùa xuân đầu tiên" & "Rồi tới luôn" (Lư Nhất Vũ, Lê Giang, Tuấn Khanh, Hồ Phi Nal, Phạm Quỳnh Anh, Bùi Lan Hương, Jardin) | Minh Hằng                                                           | 3260                                                                | Thành công                                                          |
| 3 | Dance – Performance (Vũ đạo – Trình diễn)                                                                  | Hoạt cảnh "Tết "gòy" cưới "luông"": "Ra giêng anh cưới em", "Mùa xuân đầu tiên" & "Rồi tới luôn" (Lư Nhất Vũ, Lê Giang, Tuấn Khanh, Hồ Phi Nal, Phạm Quỳnh Anh, Bùi Lan Hương, Jardin) | Tóc Tiên                                                            | 3260                                                                | Thành công                                                          |
| 3 | Dance – Performance (Vũ đạo – Trình diễn)                                                                  | Hoạt cảnh "Tết "gòy" cưới "luông"": "Ra giêng anh cưới em", "Mùa xuân đầu tiên" & "Rồi tới luôn" (Lư Nhất Vũ, Lê Giang, Tuấn Khanh, Hồ Phi Nal, Phạm Quỳnh Anh, Bùi Lan Hương, Jardin) | Bùi Lan Hương                                                       | 3260                                                                | Thành công                                                          |
| 3 | Dance – Performance (Vũ đạo – Trình diễn)                                                                  | Hoạt cảnh "Tết "gòy" cưới "luông"": "Ra giêng anh cưới em", "Mùa xuân đầu tiên" & "Rồi tới luôn" (Lư Nhất Vũ, Lê Giang, Tuấn Khanh, Hồ Phi Nal, Phạm Quỳnh Anh, Bùi Lan Hương, Jardin) | Dương Hoàng Yến                                                     | 3260                                                                | Thành công                                                          |
| 3 | Dance – Performance (Vũ đạo – Trình diễn)                                                                  | Hoạt cảnh "Tết "gòy" cưới "luông"": "Ra giêng anh cưới em", "Mùa xuân đầu tiên" & "Rồi tới luôn" (Lư Nhất Vũ, Lê Giang, Tuấn Khanh, Hồ Phi Nal, Phạm Quỳnh Anh, Bùi Lan Hương, Jardin) | MisThy                                                              | 3260                                                                | Thành công                                                          |
| Tập 15 – Gala trao giải (25 tháng 1 năm 2025)                                                              | | |                                                                     |                                                                     |                                                                     |
| Tiết mục khách mời                                                                                         | | |                                                                     |                                                                     |                                                                     |
| Bài hát biểu diễn (Tác giả)                                                                                | Bài hát biểu diễn (Tác giả)                                                                                | Bài hát biểu diễn (Tác giả) | Nghệ sĩ biểu diễn                                                   | Nghệ sĩ biểu diễn                                                   | Nghệ sĩ biểu diễn                                                   |
| "1–0" (DTAP)                                                                                               | "1–0" (DTAP)                                                                                               | "1–0" (DTAP) | Đông Nhi                                                            | Đông Nhi                                                            | Đông Nhi                                                            |
| "Chất chơi" & "20 phút (Perfect Couple)" ((S)TRONG Trọng Hiếu, APJ, Tea., Kent Trần, Nimbia, MJMJ, Kiddie) | "Chất chơi" & "20 phút (Perfect Couple)" ((S)TRONG Trọng Hiếu, APJ, Tea., Kent Trần, Nimbia, MJMJ, Kiddie) | "Chất chơi" & "20 phút (Perfect Couple)" ((S)TRONG Trọng Hiếu, APJ, Tea., Kent Trần, Nimbia, MJMJ, Kiddie)                                                                             | Sx7                                                                 | Sx7                                                                 | Sx7                                                                 |
| Tiết mục đặc biệt                                                                                          | | |                                                                     |                                                                     |                                                                     |
| Bài hát biểu diễn (Tác giả)                                                                                | Bài hát biểu diễn (Tác giả)                                                                                | Bài hát biểu diễn (Tác giả) | Nghệ sĩ biểu diễn                                                   | Nghệ sĩ biểu diễn                                                   | Nghệ sĩ biểu diễn                                                   |
| "Khi màn đêm rực sáng" (Hứa Kim Tuyền, DuongK, Wokeup)                                                     | "Khi màn đêm rực sáng" (Hứa Kim Tuyền, DuongK, Wokeup)                                                     | "Khi màn đêm rực sáng" (Hứa Kim Tuyền, DuongK, Wokeup) | 30 chị đẹp                                                          | 30 chị đẹp                                                          | 30 chị đẹp                                                          |

- Đội chiến thắng từng tiết mục nhận được bông hoa đạp gió.

## Thứ tự bị loại và bảng điểm hoa sóng
| Vòng thi        | Công diễn 1 (Tập 3–4) | Công diễn 1 (Tập 3–4) | Công diễn 2 (Tập 5–6) | Công diễn 2 (Tập 5–6) | Công diễn 3 (Tập 7–9) | Công diễn 3 (Tập 7–9) | Công diễn 4 (Tập 9–11) | Công diễn 4 (Tập 9–11) | Công diễn 5 (Tập 11–13) | Công diễn 5 (Tập 11–13) | Chung kết (Tập 14–15) |
| Vòng thi        | Điểm liên minh        | Điểm hoa sóng cá nhân | Điểm liên minh        | Điểm hoa sóng cá nhân | Điểm                  | Điểm hoa sóng cá nhân | Điểm tiết mục nhóm     | Điểm hoa sóng cá nhân  | Điểm                    | Điểm hoa sóng cá nhân   | Chung kết (Tập 14–15) |
| Chị đẹp         | Kết quả               | Kết quả               | Kết quả               | Kết quả               | Kết quả               | Kết quả               | Kết quả                | Kết quả                | Kết quả                 | Kết quả                 | Kết quả               |
| --------------- | --------------------- | --------------------- | --------------------- | --------------------- | --------------------- | --------------------- | ---------------------- | ---------------------- | ----------------------- | ----------------------- | --------------------- |
| Tóc Tiên        | Thăng cấp (8490)      | 940                   | Thăng cấp (12360)     | 1280                  | Thăng cấp (4950)      | 860                   | Thăng cấp (5240)       | 730                    | Thăng cấp (9060)        | 880                     | Hoa đạp gió           |
| MisThy          | Thăng cấp (8490)      | 580                   | Thăng cấp (12240)     | 870                   | Thăng cấp (4370)      | 990                   | Thăng cấp (4680)       | 950                    | Thăng cấp (9060)        | 870                     | Hoa đạp gió           |
| Minh Hằng       | Thăng cấp (8490)      | 980                   | Thăng cấp (12240)     | 620                   | Thăng cấp (4950)      | 570                   | Thăng cấp (5240)       | 500                    | Thăng cấp (9060)        | 690                     | Hoa đạp gió           |
| Bùi Lan Hương   | Thăng cấp (8290)      | 130                   | Thăng cấp (12360)     | 220                   | Thăng cấp (4370)      | 160                   | Thăng cấp (4680)       | 700                    | Thăng cấp (9060)        | 440                     | Hoa đạp gió           |
| Dương Hoàng Yến | Thăng cấp (8490)      | 210                   | Thăng cấp (12240)     | 520                   | Thăng cấp (4900)      | 520                   | Thăng cấp (4330)       | 530                    | Thăng cấp (9060)        | 310                     | Hoa đạp gió           |
| Kiều Anh        | Thăng cấp (8290)      | 200                   | Thăng cấp (12360)     | 200                   | Thăng cấp (4430)      | 730                   | Thăng cấp (3990)       | 480                    | Thăng cấp (8430)        | 910                     | Hoa đạp gió           |
| Xuân Nghi       | Thăng cấp (8290)      | 460                   | Thăng cấp (12360)     | 300                   | Thăng cấp (4430)      | 210                   | Thăng cấp (3990)       | 290                    | Thăng cấp (8430)        | 630                     | Hoa đạp gió           |
| Thiều Bảo Trâm  | Thăng cấp (8490)      | 270                   | Thăng cấp (12240)     | 550                   | Thăng cấp (4900)      | 540                   | Thăng cấp (4330)       | 750                    | Thăng cấp (8430)        | 370                     | Hoa đạp gió           |
| Mie             | Thăng cấp (8290)      | 570                   | Thăng cấp (12240)     | 560                   | Thăng cấp (4900)      | 620                   | Thăng cấp (4330)       | 1210                   | Thăng cấp (8420)        | 1910                    | Hoa đạp gió           |
| Minh Tuyết      | Thăng cấp (8490)      | 540                   | Thăng cấp (12360)     | 700                   | Thăng cấp (4950)      | 420                   | Thăng cấp (5240)       | 380                    | Thăng cấp (8420)        | 740                     | Hoa đạp gió           |
| Phạm Quỳnh Anh  | Thăng cấp (8290)      | 240                   | Thăng cấp (12240)     | 200                   | Thăng cấp (4430)      | 500                   | Thăng cấp (3990)       | 480                    | Thăng cấp (9060)        | 110                     | Top 17                |
| Tuimi           | Thăng cấp (8490)      | 510                   | Thăng cấp (12240)     | 260                   | Thăng cấp (4950)      | 340                   | Thăng cấp (5240)       | 250                    | Thăng cấp (8430)        | 540                     | Top 17                |
| Phương Thanh    | Thăng cấp (8290)      | 280                   | Thăng cấp (12360)     | 170                   | Thăng cấp (4560)      | 660                   | Thăng cấp (4680)       | 250                    | Thăng cấp (8430)        | 160                     | Top 17                |
| Ngọc Thanh Tâm  | Thăng cấp (8490)      | 150                   | Thăng cấp (12240)     | 270                   | Thăng cấp (4430)      | 260                   | Thăng cấp (3990)       | 350                    | Thăng cấp (8430)        | 120                     | Top 17                |
| Hoàng Yến Chibi | Thăng cấp (8290)      | 470                   | Thăng cấp (12240)     | 280                   | Thăng cấp (4430)      | 200                   | Thăng cấp (3990)       | 580                    | Thăng cấp (8420)        | 710                     | Top 17                |
| Ngọc Phước      | Thăng cấp (8290)      | 390                   | Thăng cấp (12240)     | 550                   | Thăng cấp (4950)      | 230                   | Thăng cấp (5240)       | 310                    | Thăng cấp (8420)        | 430                     | Top 17                |
| Thảo Trang      | Thăng cấp (8290)      | 220                   | Thăng cấp (12240)     | 270                   | Thăng cấp (4370)      | 500                   | Thăng cấp (5240)       | 700                    | Thăng cấp (8420)        | 350                     | Top 17                |
| Gil Lê          | Thăng cấp (8490)      | 650                   | Thăng cấp (12360)     | 750                   | Thăng cấp (4900)      | 670                   | Thăng cấp (4330)       | 610                    | Loại (8420)             | 330                     |                       |
| Hậu Hoàng       | Thăng cấp (8490)      | 210                   | Thăng cấp (12240)     | 300                   | Thăng cấp (4370)      | 150                   | Loại (4680)            | 210                    |                         |                         |                       |
| Châu Tuyết Vân  | Thăng cấp (8290)      | 810                   | Thăng cấp (12360)     | 290                   | Thăng cấp (4560)      | 390                   | Loại (4680)            | 100                    |                         |                         |                       |
| Vũ Ngọc Anh     | Thăng cấp (8290)      | 290                   | Thăng cấp (12360)     | 290                   | Thăng cấp (4900)      | 180                   | Loại (4330)            | 80                     |                         |                         |                       |
| Maitinhvi       | Thăng cấp (8290)      | 430                   | Thăng cấp (12360)     | 220                   | Thăng cấp (4370)      | 310                   | Loại (4680)            | 60                     |                         |                         |                       |
| Ái Phương       | Thăng cấp (8490)      | 320                   | Thăng cấp (12360)     | 190                   | Loại (4560)           | 140                   |                        |                        |                         |                         |                       |
| Đồng Ánh Quỳnh  | Thăng cấp (8490)      | 170                   | Thăng cấp (12360)     | 130                   | Loại (4370)           | 130                   |                        |                        |                         |                         |                       |
| Ngọc Ánh        | Thăng cấp (8290)      | 190                   | Thăng cấp (12360)     | 150                   | Loại (4560)           | 120                   |                        |                        |                         |                         |                       |
| Thúy Hiền       | Thăng cấp (8290)      | 190                   | Thăng cấp (12360)     | 140                   | Loại (4560)           | 100                   |                        |                        |                         |                         |                       |
| Hạnh Sino       | Thăng cấp (8490)      | 30                    | Loại (12240)          | 120                   |                       |                       |                        |                        |                         |                         |                       |
| Thu Ngọc        | Thăng cấp (8490)      | 70                    | Loại (12240)          | 100                   |                       |                       |                        |                        |                         |                         |                       |

- Chị đẹp có số điểm cao nhất vòng trình diễn cá nhân, hoặc nằm trong nhóm an toàn ở bất kì vòng công diễn nào.
- Chị đẹp nằm trong nhóm nguy hiểm của vòng công diễn nhưng an toàn nhờ điểm số cá nhân.
- Chị đẹp nằm trong nhóm nguy hiểm và bị loại vì có điểm số cá nhân thấp nhất.
- Chị đẹp không tham gia vòng thi do bị loại.
- Hoa đạp gió  Chị đẹp thành đoàn thành công và trở thành thành viên của "Hoa đạp gió".
- Top 17  Chị đẹp thành đoàn không thành công.

## Đón nhận
Trước thời điểm lên sóng, nhiều khán giả đã đặt nghi vấn về tính hấp dẫn của mùa 2 khi cho rằng sức ảnh hưởng của mùa 1 là quá lớn, cùng với việc các chị đẹp mùa 2 mang nhiều hoài nghi về sự bùng nổ. Tuy nhiên, khi tập đầu tiên lên sóng, nhiều khán giả đã dành nhiều lời khen cho các chị đẹp cũng như ekip chương trình. So với mùa đầu tiên, nhiều khán giả cho rằng chương trình đã cải thiện những vấn đề về dàn dựng, ánh sáng sân khấu đến người dẫn chương trình; bên cạnh đó, những phần thể hiện của các chị đẹp trong chương trình cũng được khán giả khen ngợi. Đánh giá của Znews sau vòng sân khấu ra mắt cho thấy mặc dù chưa thật sự hoàn hảo, song giám đốc âm nhạc Hứa Kim Tuyền cùng đội ngũ sản xuất âm nhạc S-Hube đã hoàn thành tròn vai khi khai thác tối đa về cá tính của từng chị đẹp, cũng như dành đất để cho họ tự phát huy thế mạnh của mình. Một bài viết đánh giá của báo Tiền Phong sau tập đầu tiên cho rằng chương trình "dường như đã sẵn sàng cho một mùa bùng nổ, ít nhất một buổi hòa nhạc hoành tráng đáp ứng những kỳ vọng của khán giả và cả của nền công nghiệp biểu diễn đang thay đổi nhanh chóng". Đánh giá của báo VOV sau hai đêm công diễn đầu tiên cho rằng tuy không gây bão như mùa 1, chương trình vẫn nhận được mức độ quan tâm và theo dõi ổn định của khán giả. Tuy nhiên, với sự cạnh tranh của các chương trình khác vào dịp cuối năm gồm Bài hát của chúng ta, Bước nhảy hoàn vũ, cũng như hiệu ứng của các chương trình Anh trai "say hi" và Anh trai vượt ngàn chông gai, tác giả bài viết cho rằng ekip chương trình cần bứt phá hơn nữa để mùa thứ hai có thể "về đích an toàn".
Mặc dù vậy, mùa thứ hai của chương trình không tạo được sức ảnh hưởng mạnh mẽ như mùa đầu tiên; bằng chứng rõ nét nhất là các tiết mục trong đêm công diễn 1 giảm sức hút khi không thu về nhiều lượt chia sẻ và bình luận trên các nền tảng mạng xã hội. Sau ba đêm công diễn, chương trình chưa tạo ra hiệu ứng lan tỏa khi chỉ có ba tiết mục trong các đêm công diễn đạt trên 1 triệu lượt xem, trong đó tiết mục "Nếu anh là em" đạt thành tích cao nhất là tiến vào top 10 thịnh hành âm nhạc trên YouTube. Nhiều khán giả cho rằng các tiết mục trong mùa này chưa đủ đột phá về khâu dàn dựng lẫn ý tưởng; ngoài ra việc lạm dụng khai thác những yếu tố gây xúc động cũng là một điểm trừ lớn. Việc phát sóng vào khung thời gian bất lợi, khi hai chương trình Anh trai "say hi" và Anh trai vượt ngàn chông gai đang tạo sức hút lớn cũng được một bộ phận khán giả cho là nguyên nhân khiến chương trình giảm sức hút. Thậm chí, đánh giá của báo Lao Động cho rằng chương trình khó đi đến cái kết là một buổi hòa nhạc hoành tráng như Anh trai vượt ngàn chông gai trước đó có được (mặc dù về sau chương trình có tổ chức buổi hòa nhạc dành cho các chị đẹp của cả hai mùa phát sóng). Cùng quan điểm, báo Tiền Phong cho biết chương trình gần như hụt hơi trước các chương trình về anh trai và loạt sự kiện giải trí khác khi không xuất hiện trên bảng xếp hạng chủ đề và từ khóa thịnh hành từ ngày 15 đến ngày 21 tháng 12 năm 2024 (theo Socialiate), đồng thời còn cho rằng chương trình có thể rơi vào quên lãng sau hai mùa phát sóng trong bối cảnh nhiều chương trình và sự kiện cuối năm đang diễn ra đồng loạt.
Dù còn có một vài hạn chế, song mùa thứ hai của chương trình vẫn được ghi điểm nhờ khai thác triệt để về tinh thần đoàn kết, yêu thương nhau và tôn vinh những giá trị truyền cảm hứng tích cực của các chị đẹp, thay vì chỉ tập trung vào những yếu tố ngoài chuyên môn và những chiêu trò gây tranh cãi so với mùa đầu tiên; đồng thời giúp cho khán giả thấy được độ chịu chơi, tính vượt khó, tính chiến lược, sự bứt phá và tâm tư tình cảm của họ. Bên cạnh đó, chất lượng âm nhạc của chương trình – vốn là điều hoài nghi của những khán giả ở đêm công diễn đầu tiên – cũng dần được cải thiện đáng kể, đặc biệt là ở công diễn 4 khi những bản phối của các ca khúc trở nên thu hút, bùng nổ và đa dạng hơn về phong cách lẫn màu sắc trong âm nhạc, đến nỗi nhiều khán giả về sau đã phải đồng loạt gửi lời xin lỗi đến giám đốc âm nhạc Hứa Kim Tuyền khi anh đã dần chứng tỏ được tầm nhìn và năng lực của mình qua từng công diễn.
Bản thân chương trình đã tạo ấn tượng tốt với các chị đẹp tham gia, Ái Phương đã có những chia sẻ sau khi dừng bước tại công diễn 3:
Tôi là [người hâm mộ] của phiên bản gốc, nên khi tôi nhận được lời mời từ mùa 1, tôi rất vui. Tuy nhiên, lúc đó tôi không sẵn sàng về mặt sức khỏe, tinh thần, hơn thế, tôi đang trong quá trình học tập, sáng tác nên đành lỡ hẹn với chương trình. Sau đó, tôi tham gia vì cảm thấy đây là sân chơi phù hợp với mình, sau quá trình học tập, tôi muốn được thử thách những kỹ năng của mình, được hợp tác với những nghệ sĩ tài năng khác và được gặp gỡ khán giả nhiều hơn. Tôi rất vui vì đã tham gia hành trình này. 
Khi phát sóng, thường với những chương trình mang tính nữ, mọi người hay có sự so sánh ai xinh hơn, ai đẹp hơn, ai 'slay' hơn. Nhưng ở đây, [chúng] tôi mong truyền được thông điệp bảo vệ và yêu thương lẫn nhau. Phụ nữ ngầu, phụ nữ chất là chúng ta đẹp theo cách của nhau. [Tôi] hy vọng tất cả khán giả theo dõi cũng là những người bạn của chương trình. Chúng [tôi] yêu thương nhau, phụ nữ bảo vệ phụ nữ. 

Ở đây, tôi có thêm những người chị, người em, người bạn, có cả một gia đình mới. Khi tôi bước ra từ hành trình này, tôi cảm thấy mình có thêm nhiều tự tin và niềm vui trong tim. Đó là món quà vô cùng quý giá.
Với Thu Ngọc, việc tham gia chương trình đã không những đưa cô có được những trải nghiệm quý giá, mà còn giúp cô dần biết lắng nghe ý kiến của khán giả và học cách nhìn nhận mọi điều tích cực hơn:
Chưa bao giờ tôi nghĩ tham gia Chị đẹp là bước đệm để quay trở lại nghệ thuật. Với tôi, điều gì cũng phải tự nhiên. Nghệ thuật là đam mê của tôi, phải thật sự yêu thích, tôi mới làm. Không phải vì ham danh vọng hay bất kỳ một lợi ích nào mà tôi tham gia chương trình để quay trở lại. Kết thúc chương trình, tôi nhận ra mình vẫn còn đam mê. Thỉnh thoảng, tôi sẽ làm một sản phẩm để ra mắt quý khán giả nhưng để quay trở lại biểu diễn thì tôi chưa bao giờ nghĩ đến.

## Tranh cãi

### Sự cố kỹ thuật trên bản chiếu mạng
Nhiều khán giả đã lên tiếng chỉ trích về khâu biên tập của chương trình khi để lộ quá nhiều lỗi kỹ thuật ở tập đầu tiên phát sóng trên YouTube. Cụ thể, phần phỏng vấn của một số chị đẹp có phần không trùng khớp cả về hình ảnh và âm thanh, thậm chí có một vài cảnh còn lộ rõ tiếng hậu trường do âm thanh chưa được lọc kỹ. Đáng chú ý, một số khán giả còn phát hiện ra tên của Đồng Ánh Quỳnh bị ghi nhầm thành Ngọc Thanh Tâm trong một đoạn phỏng vấn. Đại diện nhà sản xuất cho biết những sự cố này xảy ra là do trục trặc về kỹ thuật khi đăng tải tập phát sóng lên YouTube. Bản đầy đủ của tập đầu tiên sau cùng đã được sửa lại, mặc dù vẫn để sai tên của Đồng Ánh Quỳnh.

### Liên quan đến luật chơi của vòng công diễn 1
Trong tập 3, do mải mê thuyết phục các thành viên cho công diễn 1, liên minh Mỹ Linh đã ngỡ ngàng khi biết họ đã bỏ lỡ một thông tin quan trọng rằng một liên minh được hoàn thành ngay lập tức sau khi thời gian chiêu mộ kết thúc, điều này khiến cả hai trưởng nhóm Minh Hằng và Tóc Tiên đều bị sốc bởi độ phức tạp của luật chơi. Hậu quả là Tóc Tiên đã vội vàng kéo Thiều Bảo Trâm, Đồng Ánh Quỳnh và MisThy về với liên minh Mỹ Linh, trong khi liên minh Thu Phương đã có đủ 15 thành viên. Minh Hằng cho biết vì không hiểu luật chơi nên cô có một số hành động khiến các thành viên khác hiểu nhầm và cảm thấy bị bỏ rơi, và cô đã trực tiếp xin lỗi rất nhiều lần đến các thành viên về vấn đề này.
Thậm chí, ngay cả những khán giả cũng lên tiếng phàn nàn về luật chơi của công diễn 1, họ cho rằng việc các liên minh chọn bài hát không theo sở trường của các thành viên khiến kết quả việc lựa chọn bài hát yêu thích ban đầu không còn ý nghĩa và phi logic. Ở chiều ngược lại, nhiều ý kiến nhận định luật chơi của mùa này bám sát đúng với bản gốc, song do chương trình không nêu rõ khiến một số người cảm thấy khó hiểu; đồng thời hy vọng luật chơi ở các vòng sau sẽ được nêu cụ thể, rõ ràng hơn trong những tập tiếp theo.

### Chất lượng âm nhạc và kỹ thuật
Đêm công diễn 1 khi lên sóng đã nhận về những ý kiến trái chiều từ khán giả. Ngoài những lời khen ngợi cho chủ đề, dàn dựng sân khấu, ánh sáng có phần cải thiện so với mùa trước, một số ý kiến khác cho rằng phần âm nhạc chưa thật sự quá ấn tượng khi khâu phối khí và làm mới các ca khúc chưa đủ mạnh tay; họ mong chờ sự bùng nổ hơn nữa ở phần âm nhạc trong các vòng công diễn sau. Bên cạnh đó, nhiều khán giả cũng góp ý chương trình cần cải thiện góc quay trên sân khấu – vốn đã là điểm hạn chế ở những tập đầu tiên của mùa trước; họ cho rằng chương trình không nên lạm dụng quá nhiều góc quay toàn cảnh để tạo hiệu ứng tốt nhất khi các tiết mục được lên sóng.

### Liên quan đến việc phân chia đội hình tại vòng công diễn 3
Trong tập 7, Châu Tuyết Vân được chọn là một trong năm trưởng nhóm của công diễn 3, tuy nhiên do vốn là người không có kinh nghiệm ở lĩnh vực giải trí nên cô bị nhiều chị đẹp khác từ chối khi mời họ vào đội của mình, trong khi những trưởng nhóm khác như Tóc Tiên thì có lợi thế hơn hẳn. Đáng chú ý, việc các chị đẹp lớn tuổi như Ngọc Ánh hay Thúy Hiền bị ngó lơ trong quá trình chọn thành viên vào đội đã nhận về không ít ý kiến trái chiều từ khán giả. Đa số ý kiến cho rằng tuổi tác cũng như thị hiếu khán giả là những lý do khách quan khiến cho họ không phải là những lựa chọn hợp lý của các trưởng nhóm; nhiều ý kiến khác nhận định đây là quy luật của một chương trình thực tế sống còn, nơi ai cũng có thể đối diện tình cảnh bị loại bỏ. Mặc dù vậy, nhiều khán giả đều cảm thấy xót thương cho Châu Tuyết Vân khi chứng kiến cô gặp phải nhiều khó khăn trong lúc lập đội.